# Česká hudba

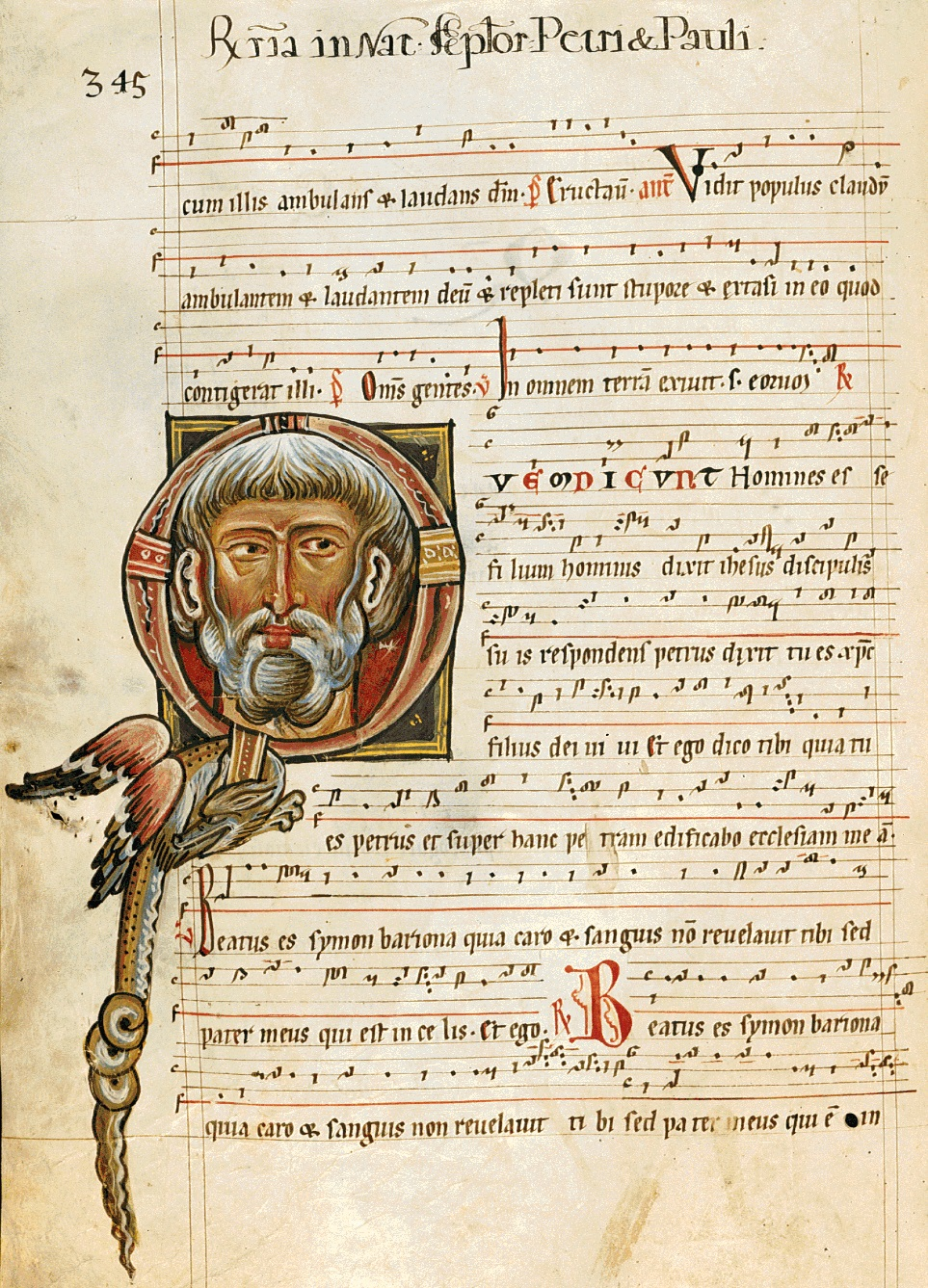
Strana ze Sedleckého antifonáře, vytvořeného ve 2. čtvrtině 13. století

Pojem česká hudba označuje jak hudbu, hudební kulturu a její projevy na území Česka v celých jeho dějinách, od pravěku do současnosti, tak hudbu provozovanou českými rodáky, jakékoli národnosti, za jeho hranicemi. Časově sahá historie české hudební kultury do 10. století. Můžeme sice předpokládat, že hudba byla součástí rituálů již u pravěkých obyvatel Česka, ale s výjimkou několika archeologických nálezů, u nichž se uvažuje o hudební funkci, nemáme jak tyto dějiny mapovat. Za nejstarší českou píseň je považován chorál Hospodine, pomiluj ny, jenž vznikl v 10. století. Nejstarší notace pocházejí z 11. století. Velkou politickou roli hrála hudba v husitské éře (15. století), bojová hymna Ktož jsú boží bojovníci se proslavila daleko za hranicemi. Velkou etapu české hudby představovalo baroko a klasicismus (17. a 18. století), kdy řada českých muzikantů odešla ze země a ovlivnila vývoj hudby evropské. Nejvýznamnějšími skladateli českého původu z této éry byli Heinrich Biber, Jan Václav Stamic, Antonín Rejcha a Jan Dismas Zelenka. V 19. století proměnil evropskou hudbu převrat, který je obvykle nazýván romantismem. Tento směr naplnil celé století. Česko do pantheonu jeho významných postav přidalo Bedřicha Smetanu a Antonína Dvořáka. Z Česka pocházel i Gustav Mahler, jenž propojuje hudbu romantickou a modernistickou. K rovněž přechodovému impresionismu lze řadit značnou část díla Josefa Suka a Vítězslava Nováka. Klasický hudební modernismus se ujal vlády na počátku 20. století a jeho velikány se z Čechů stali Leoš Janáček a Bohuslav Martinů. K nejvýznamnějším českým dirigentům patřil Rafael Kubelík. K nejslavnějším instrumentalistům z českých zemí klavírista Ignaz Moscheles, k operním pěvcům Magdalena Kožená. Nejproslulejším tělesem je Česká filharmonie. Z neklasických žánrů na sebe mezinárodním úspěchem upozornili Julius Fučík, Erich Wolfgang Korngold, Jan Hammer nebo Karel Gott. V roce 1946 vznikl nejvýznamnější český festival vážné hudby Pražské jaro. 

## Nejstarší česká hudba

### Nejstarší památky

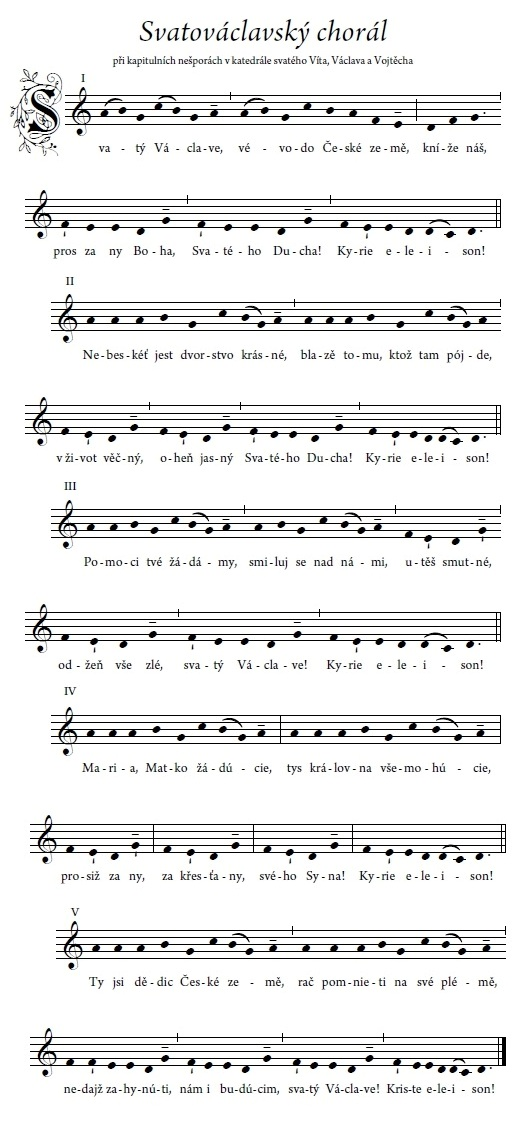
Svatováclavský chorál

Česká hudba má své kořeny v nejméně 1000 let staré duchovní hudbě. Nejstarší duchovní píseň v českých zemích byla staroslověnská Hospodine, pomiluj ny. Vznikla na konci 10. století, nebo na počátku 11. století. Původ je zřetelně staroslověnský, do textu písně ovšem pronikly – patrně v průběhu času – i prvky staročeštiny. Autor písně je neznámý, tradice autorství někdy připisuje svatému Vojtěchovi.
První duchovní píseň ve staročeštině Svatý Václave, vévodo české země (též Svatováclavský chorál) vznikla ve 12. století. Zapsána byla ale až ve 14. století v kronice Beneše Krabice z Veitmile. Autor je neznámý, tradované verze o autorství Arnošta z Pardubic nebo Jana Očka z Vlašimi padly se studiemi dokazujícími, že píseň je mnohem starší než uvedení arcibiskupové.
Podobně významná je Ostrovská píseň. Opěvuje přítomnost Krista ve svátosti oltářní. Zapsána byla v kodexu kláštera z Ostrova u Davle, podle prvního verše se jí též říká Slovo do světa stvorenie a oproti svatováclavskému chorálu má již složitější básnickou formu.
Již ve 13. století čeští hudebníci působili ve světě, jak dokládá osud Jeronýma Moravského. Pobýval v dominikánském klášteře sv. Jakuba v ulici Saint-Jacques v Paříži a sepsal zde Tractatus de musica, v němž shrnul veškeré hudební znalosti své doby.

### Nejstarší hudební knihy

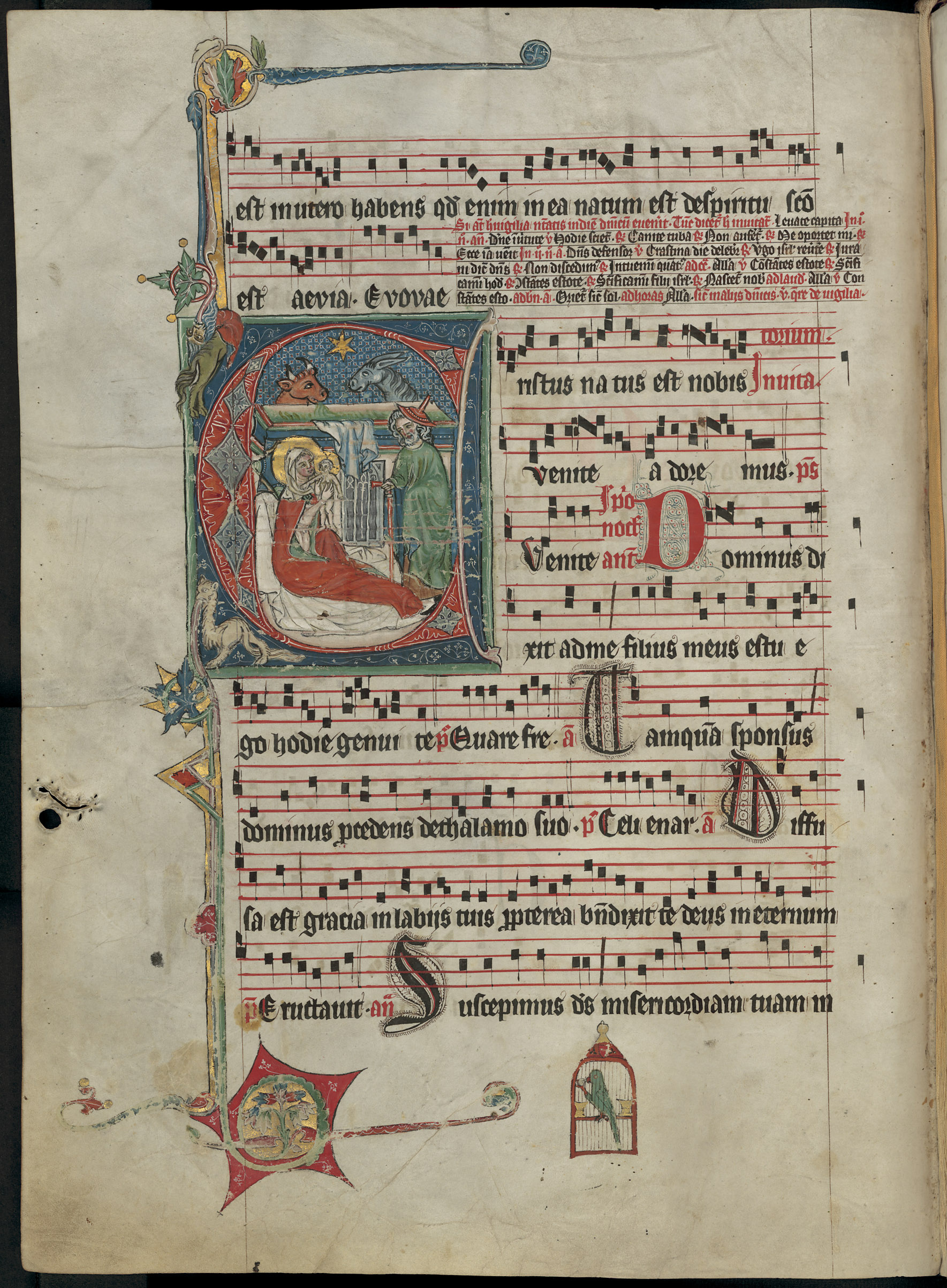
Antifonář královny Rejčky

Jako samostatný druh notace se vyvinula specifická česká chorální notace (dříve zvaná rhombika), která vznikla v Čechách jako jeden z regionálních typů notace. Mezi nejstarší hudební písemné památky patří některé rukopisy, zpěvníky, např.:
- Rukopis Národního muzea z 11. století
- Svatovítský tropář z roku 1235
- Sedlecký antifonář ze 2. čtvrtiny 13. století
- Antifonář královny Rejčky z benediktinského rajhradského kláštera - notace směřující k románské kvadratě, používané v monastických (řádových) knihách.
- Svatojiřský misál z počátku 14. století z knihovny Národního muzea, je významným notačním mezníkem přechodného systému. Zde již dochází k rhomboizaci některých znaků. Misál pochází z ženského benediktinského kláštera sv. Jiří na Pražském hradě
- Zlatokorunský antifonář ze 14. století psaný tzv. kurzívní gotikou
- Pražský kodex z konce 14. století, obsahuje skladby psané francouzskou notací
- Traktát Jana z Holešova, mnicha Břevnovského kláštera, obsahuje první zápis písně Hospodine, pomiluj ny na konci 14. století, ačkoli píseň je poprvé doložena již roku 1055. Jan z Holešova se domnívá, že autorem této písně je sv. Vojtěch.
- Jistebnický kancionál z 15. století, sborník duchovních písní v latině a češtině (obsahuje husitský chorál Ktož jsú boží bojovníci)
- Žaltář Hanuše z Kolovrat z roku 1438
- Graduál loucký z roku 1499
- Královéhradecký speciálník z konce 15. století
- Franusův kancionál z roku 1505

## Středověk

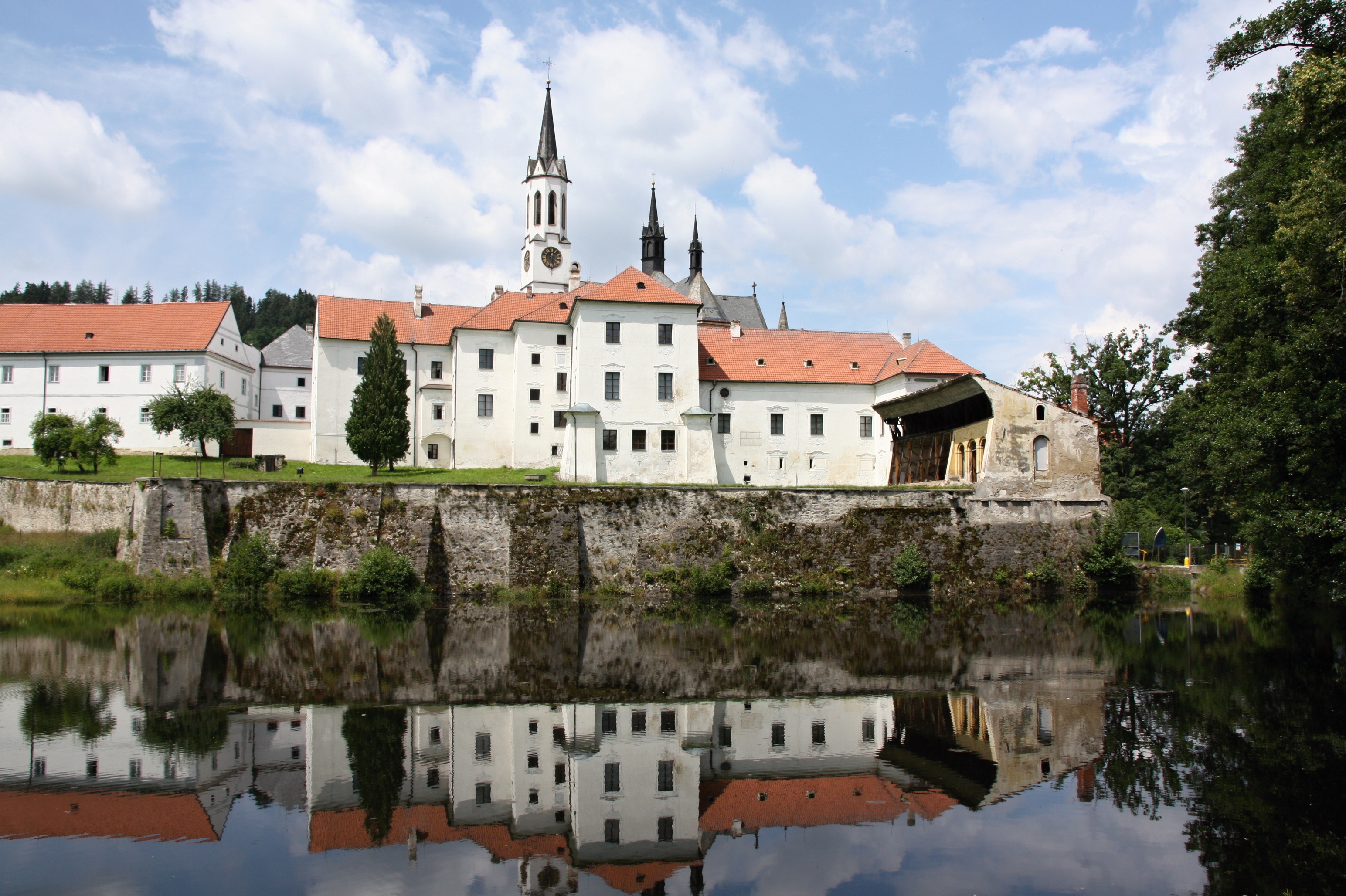
Vyšebrodský klášter

Významným centrem středověké hudby byla Šumava. První hudební paměti lze nalézt v knihovně cisterciáckého kláštera ve Vyšším Brodě, založeného roku 1259. Jeden z vyšebrodských zpěvníků zachoval nejstarší českou světskou píseň: Otep myrrhy. Jde o píseň milostnou, ovšem o její světskosti se vedou spory, neboť její hrdinka, dívka toužící po milenci, může být též symbolem křesťanské duše toužící po Kristu. Světský charakter je jistější u písně Jižť mne všě radost ostává, jejímž autorem byl Záviš ze Záp, nazývá se proto také Závišova píseň (mylně byla přisuzována Závišovi z Falkenštejna, tento omyl pochází od Balbína). Píseň pochází ze 14. století. Dalším kandidátem na první světské hudební dílo je milostná píseň Dřěvo sě listem odievá. Ve Vyšším Brodě byl uchován i Hohenfurter Liederbuch (Vyšebrodský zpěvník), v němž je zapsáno 81 německých písní - jde o nejvýznamnější památku středověké německé literatury uchovanou na českém území (viz též Hudba Němců z českých zemí). Rukopis č. 42 z roku 1410 zachycuje píseň Jezu Kriste, ščedrý kněže. Její autorství bývá připisováno Janu Husovi. Rozšířila se i do protestantské Evropy, její německý text pořídil Martin Luther.

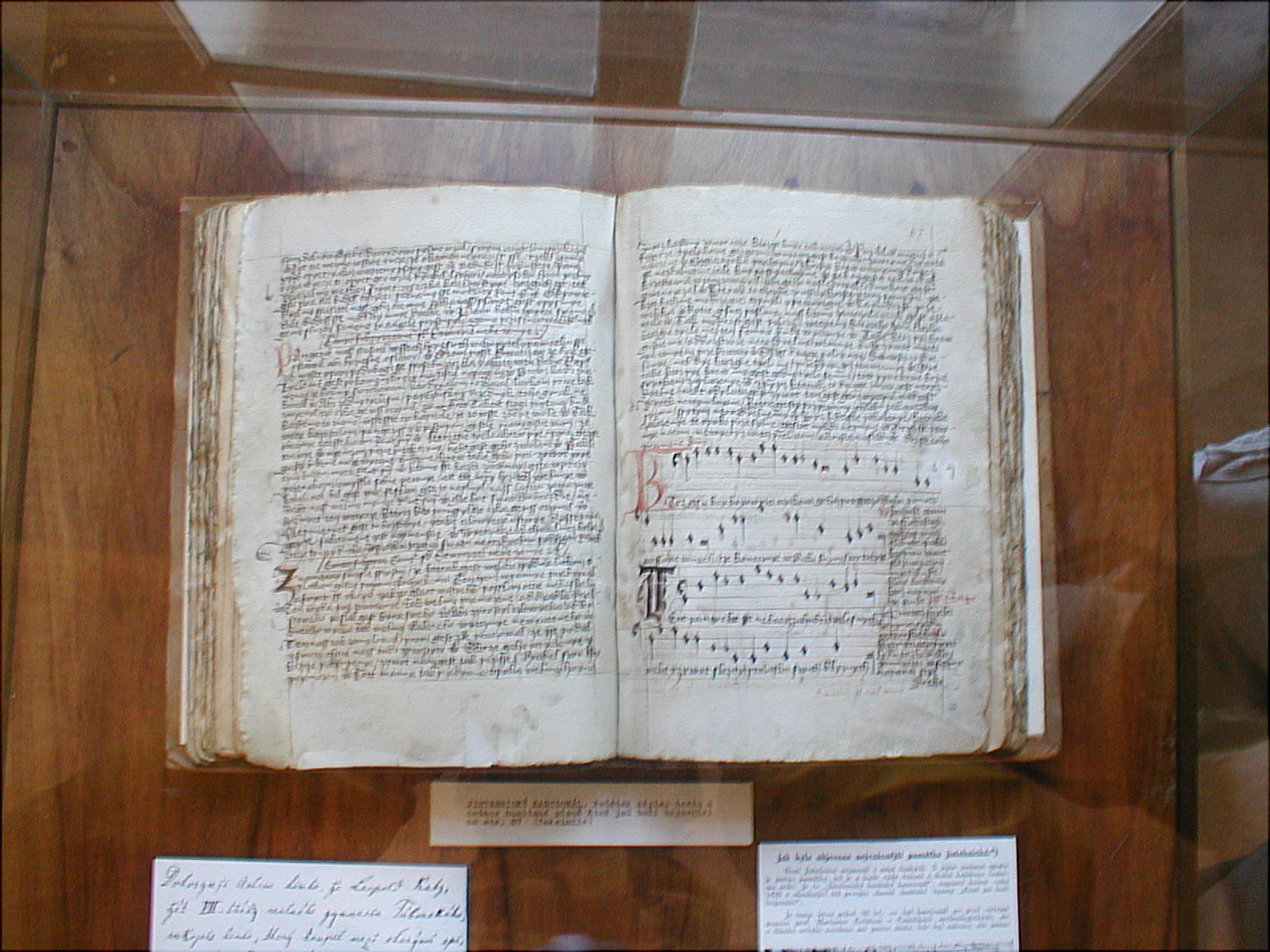
Jistebnický kancionál

Husitskou písňovou tvorbu, tedy tvorbu přelomu 14. a 15. století, zachoval Jistebnický kancionál (zejm. Ktož jsú boží bojovníci, Povstaň, povstaň veliké město pražské, Dietky v hromadu se senděme, Slyšte, rytieři boží, Ó, svolanie Konstancké). Husitský původ má patrně i nejslavnější česká vánoční píseň ("koleda") Narodil se Kristus Pán. Českobratrské písně 16. století redigoval Jan Blahoslav (např. Šamotulský kancionál z roku 1561). Blahoslav je také autorem první české hudební nauky (Musica, to jest Knížka zpěvákům náležité zprávy v sobě zavírající z roku 1558).
Typické pro české země jsou také roráty a liturgické zpěvy, které rorátní mši doprovázejí. Ty nemají v evropské kultuře obdobu. Pro roráty je příznačné střídání chorálního zpěvu a menzurálních písní coby komentáře chorálního tématu. Na konci 15. století vznikala tzv. literátská bratrstva, hudební spolky při náboženských (katolických i nekatolických) institucích, která měla cechovní charakter a značný vliv na rozvoj hudby a hudebního vzdělání v Česku. Z této doby zřejmě pochází rčení „co Čech, to muzikant“.
Mezi renesančními skladateli nacházíme libereckého rodáka Christopha Demantia. Hudební hvězdou Rudolfova dvora byl Slovinec Jacobus Gallus. Hudebními skladateli byli i Jan Campanus Vodňanský a Kryštof Harant z Polžic a Bezdružic, známí spíše z jiných kontextů. Harantova Missa quinis vocibus je nejlepší ukázkou české vokální polyfonie přelomu 16. a 17. století.

## Baroko a klasicismus

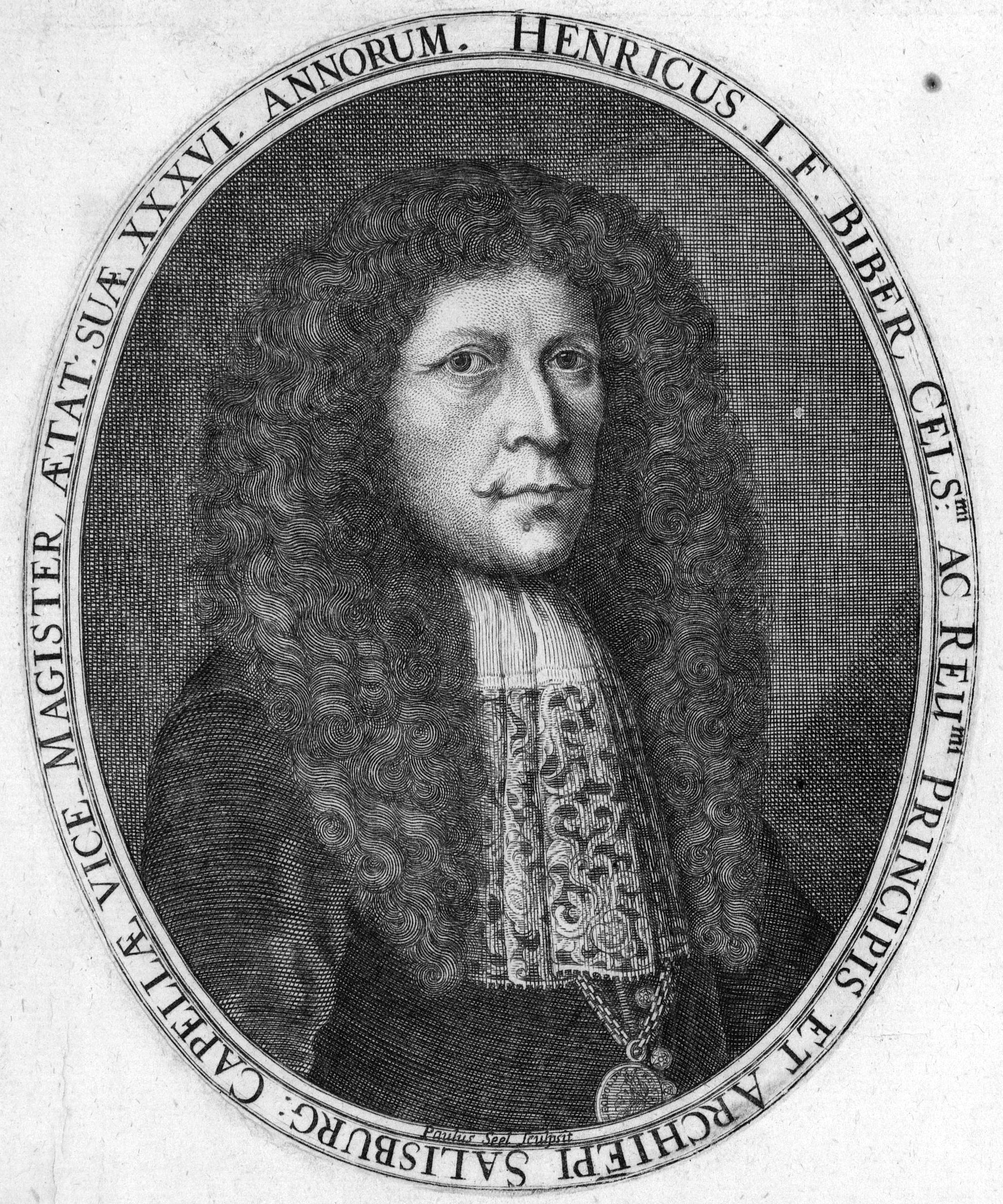
Heinrich Biber

Důležitou etapou ve vývoji české hudby bylo baroko (17. a 18. století). Tehdy se hudba ustavila jako samostatný profesionální obor. Barokními tvůrci s velkým mezinárodním přesahem byli Heinrich Biber, Jan Dismas Zelenka a Antonín Rejcha. V Itálii působící Josef Mysliveček silně ovlivnil tvorbu mladého Wolfganga Amadea Mozarta.
 

Dalšími skladateli byli Adam Michna z Otradovic, Jan Ladislav Dusík, Jiří Antonín Benda, Jan Jiří Benda, František Xaver Richter, Jan Křtitel Vaňhal, František Xaver Brixi, Johann Caspar Ferdinand Fischer, Gottfried Finger, František Ignác Tůma, Andreas Hammerschmidt, Bohuslav Matěj Černohorský, Pavel Josef Vejvanovský, Samuel Capricornus a Leopold Koželuh. Významný zpěvník protestantských písní sestavil Jiří Třanovský.

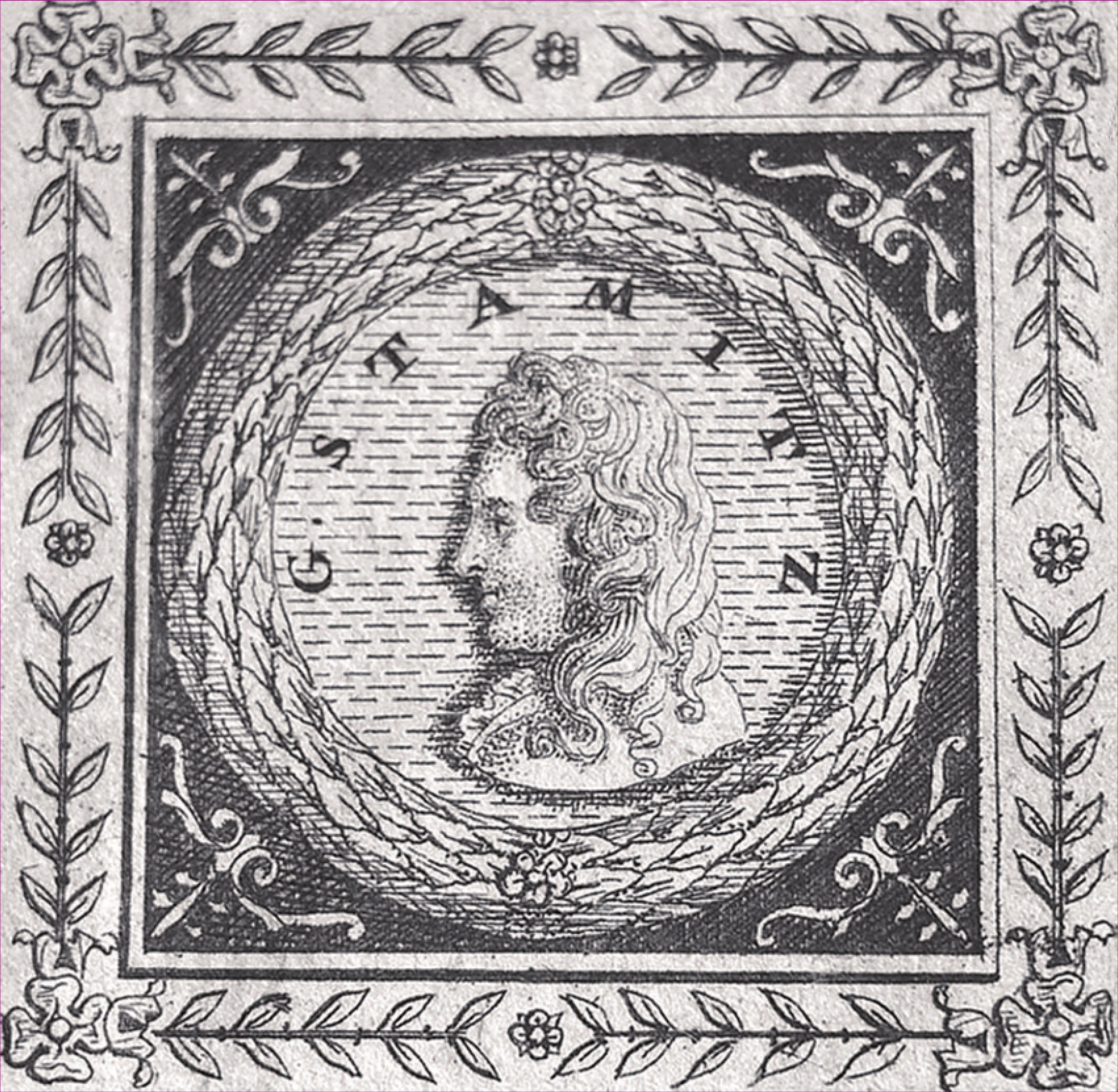
Jan Václav Stamic

Mnoho českých skladatelů a hudebníků působilo v době hudebního klasicismu v zahraničí, zejména v německých zemích, kde ovlivnili další vývoj evropské hudby. Mezi ně patří např. Jan Václav Stamic, zakladatel mannheimské hudební školy. Dalšími českými emigranty v éře klasicismu byli Vojtěch Jírovec, František Antonín Rössler, Florian Leopold Gassmann, Pavel Vranický, Antonín Vranický, Jan Zach, Václav Pichl nebo František Kramář.

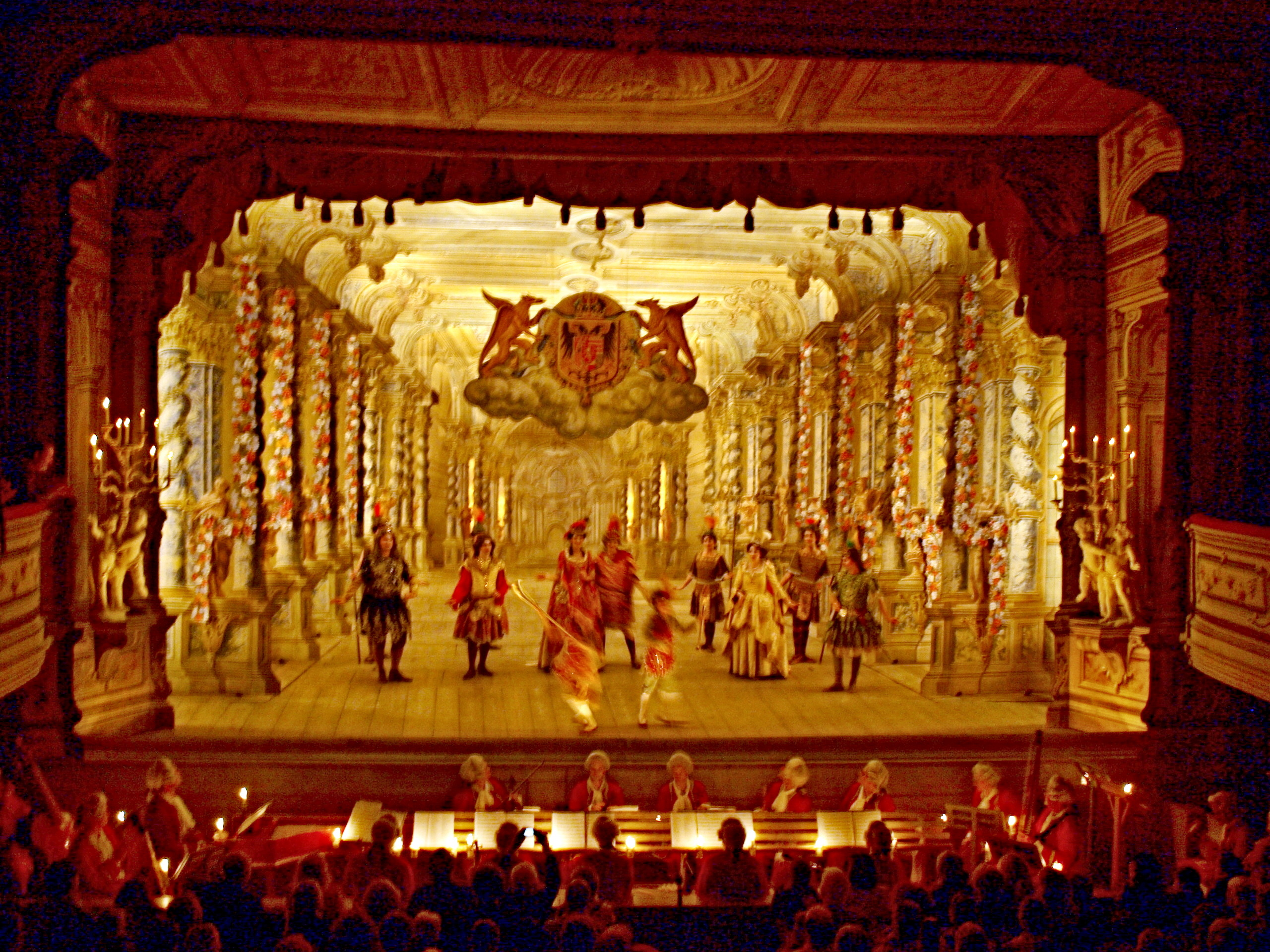
Barokní divadlo v Českém Krumlově

Barokní opera měla v Česku své epicentrum v Zámeckém barokním divadle v Českém Krumlově, jež vzniklo v roce 1682 za Jana Kristiána z Eggenbergu, kdy na zámku působila stálá profesionální hudební a herecká skupina. Rozvoji hudby sloužily v barokním Česku zejména šlechtické kapely, ta kroměřížská ve službách olomouckého biskupa Karla II. z Lichtensteinu-Castelcorna byla větší než dvorská vídeňská kapela. V roce 1713 bylo ve Šporkovo šlechtickém divadle v Praze (dnes Swéerts-Sporckův palác) uvedeno první moderní operní představení. Při příležitosti korunovace Karla VI. českým králem roku 1723 Praha viděla první operní premiéru (Costanza e Fortezza Johanna Josepha Fuxe). 

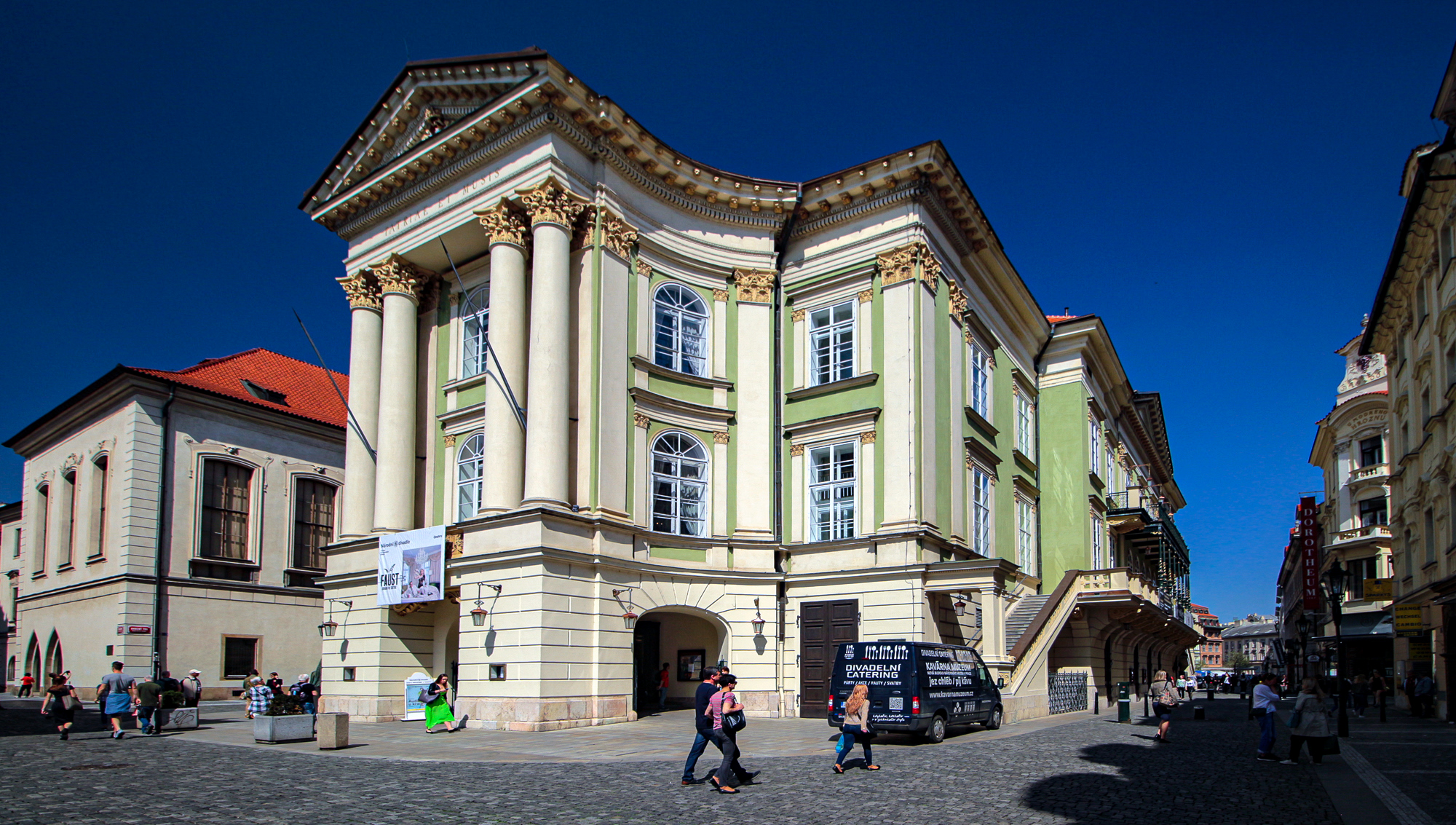
Stavovské divadlo

Velký vliv na české hudební prostředí mělo několik pražských pobytů Wolfganga Amadea Mozarta. Přímo v Praze Mozart napsal a prvně uvedl operu Don Giovanni, stalo se tak 29. října 1787 v Nosticově, dnes Stavovském divadle.
V době národního obrození na barokní a klasicistní hudbu bezprostředně navázali Jakub Jan Ryba (zejm. Česká mše vánoční), Václav Jan Křtitel Tomášek či František Škroup, jemuž se dostalo té cti, že nevědomky složil českou národní hymnu. Škroup je také autorem první české opery Dráteník (1825). Tito autoři z počátku 19. století bývají označováni za předchůdce romantismu či preromantiky. Zárodky českého romantismu by šlo hledat i u Jana Václava Hugo Voříška či Josefa Dessauera.

## Romantismus

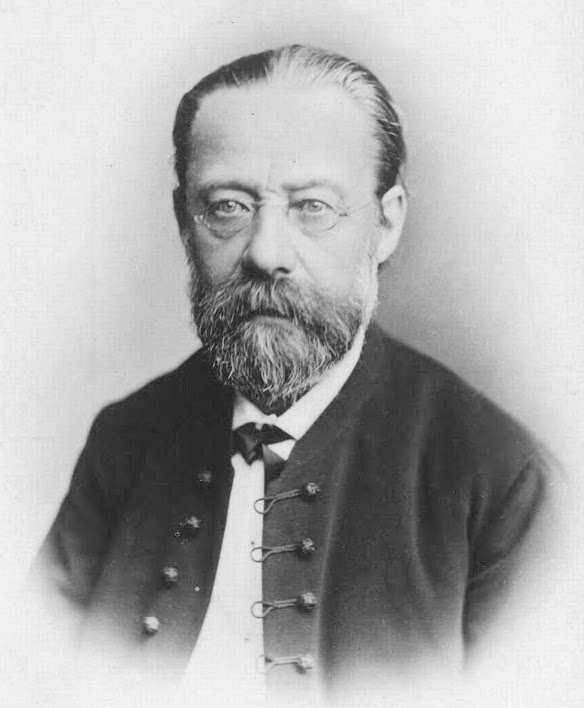
Bedřich Smetana

Barokní a klasicistní tradice byla základna, na níž se ve druhé polovině 19. století mohli postavit klíčoví autoři moderní české vážné hudby, kteří jinak nasáli romantickou inspiraci především z německé hudební tradice. Prvním byl Bedřich Smetana (zejm. Má vlast, Prodaná nevěsta, Dalibor), často označovaný za zakladatele české moderní (nikoli modernistické) hudby. Ve svém díle usiloval o vytvoření svébytného českého hudebního stylu, přijal též ideu tzv. programní hudby.

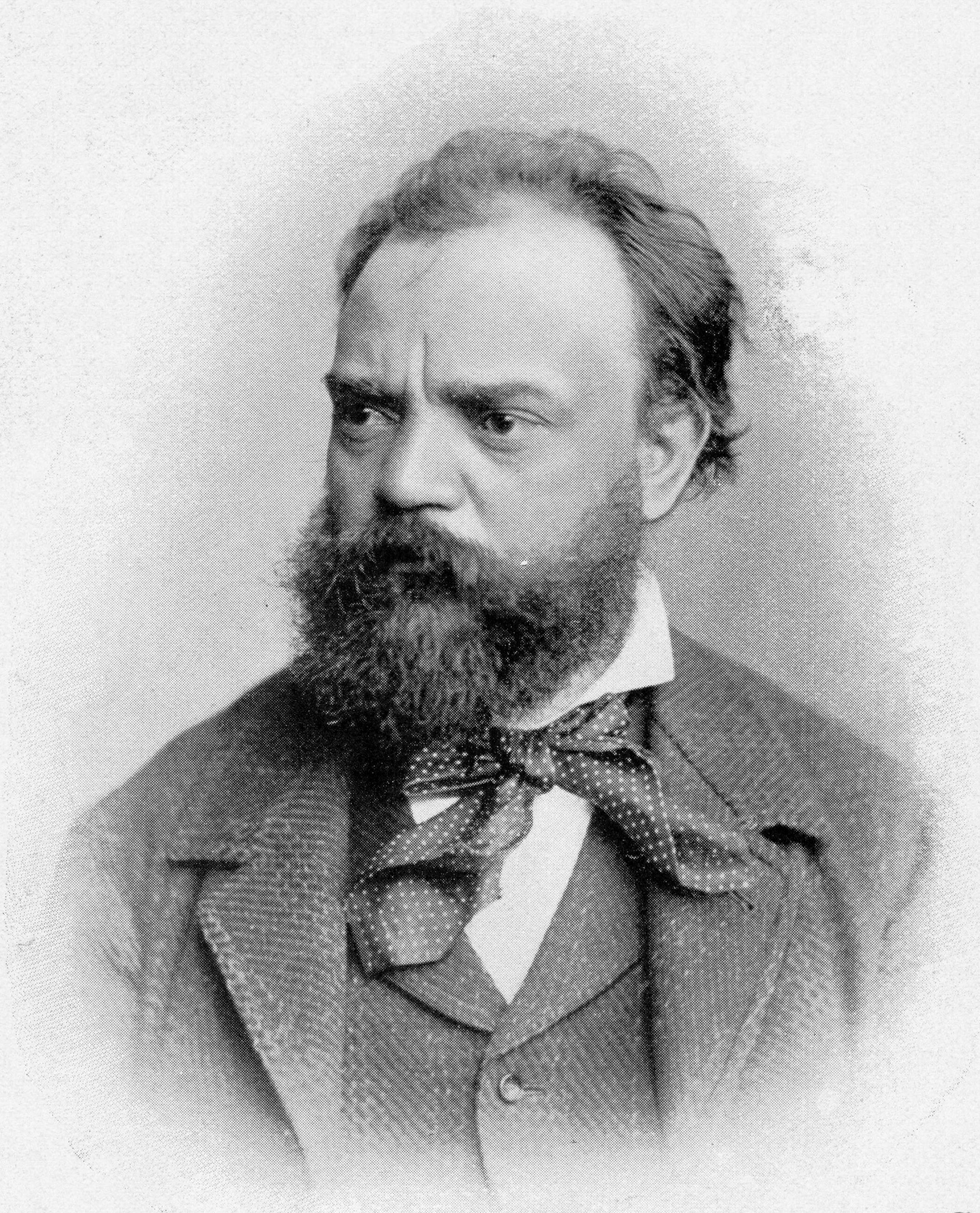
Antonín Dvořák

Největšího mezinárodního ohlasu se dostalo Antonínu Dvořákovi, jenž se stal nejslavnějším českým skladatelem ve světě (zejm. Novosvětská, Rusalka, Slovanské tance, Violoncellový koncert h moll, Zlonické zvony, Čert a Káča, Stabat Mater či Rekviem). Podobně jako Smetana využíval lidovou hudbu, ale na rozdíl od Smetany nejen tu českou, ale i jinou slovanskou, a dokonce černošskou a indiánskou. Smetana a Dvořák byli později označováni za antipody a vytvořily se dva klany umělců a teoretiků - dvořákovci a smetanovci, neboli "kosmopolité" a "národovci". Toto stavění dvou klasiků proti sobě však na konci 20. století vyčpělo. Jistou relevanci nicméně má, že Smetana zastával Palackého koncepci dějin (opřenou o husitství), zatímco Dvořák jako silně věřící katolík nikoli, což se projevovalo v rozdílnosti zpracovávaných témat. 

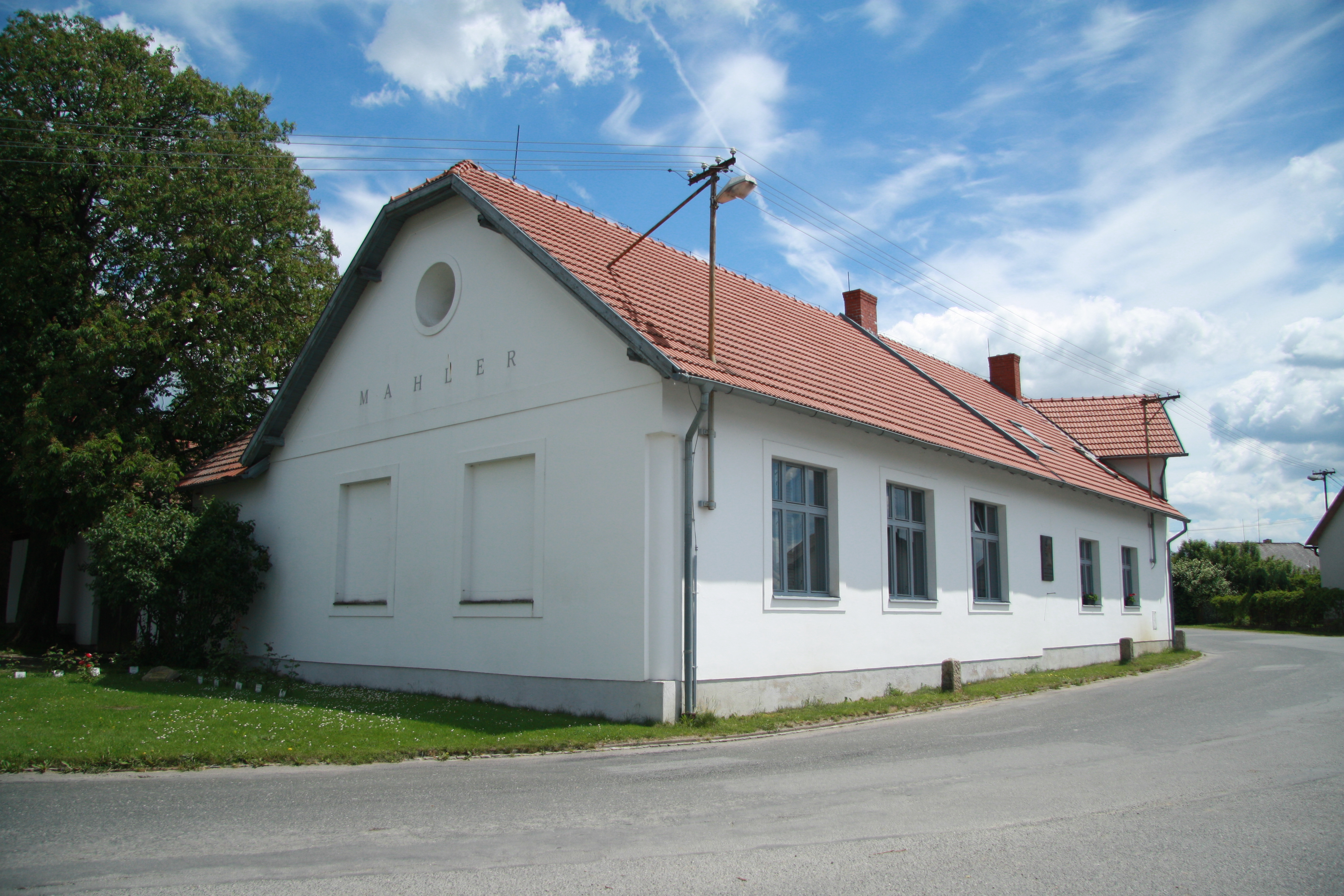
Rodný dům Gustava Mahlera v Kališti

K romantismu lze zařadit i dílo Viléma Blodka či Zdeňka Fibicha (Šárka, Nevěsta messinská). Jako pozdní romantismus bývá označováno dílo německy mluvícího skladatele Gustava Mahlera, který se narodil v Kališti na Vysočině. Také Mahlera ovlivnila česká lidová hudba, kterou slýchal v dětství. Vždy prosazoval na vídeňské jeviště (byl ředitelem Vídeňské státní opery) české skladatele, zejména Bedřicha Smetanu. Podle Foersterova svědectví byla Mahlerova znalost češtiny taková, že objevil nesrovnalosti v zavedeném německém překladu Prodané nevěsty a sám nově některé pasáže přeložil.
Pozdní romantismus je asi nejpřesnější zařazení také u díla Josefa Bohuslava Foerstera, nejkonzervativnějšího z novějších českých hudebních skladatelů, nebo u Dvořákova žáka Josefa Suka staršího, který se ovšem později dotkl i impresionismu, ba expresionismu. Ruský romantismus silně ovlivnil Eduard Nápravník. Jeho následovníky v ruském prostředí byli Jaroslav Křička a Fran Lhotka.

## Modernismus

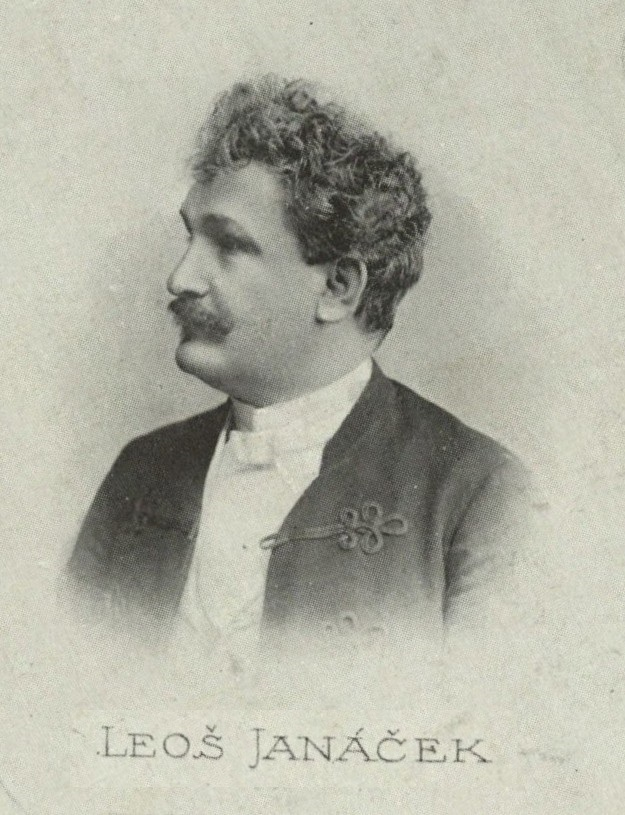
Leoš Janáček

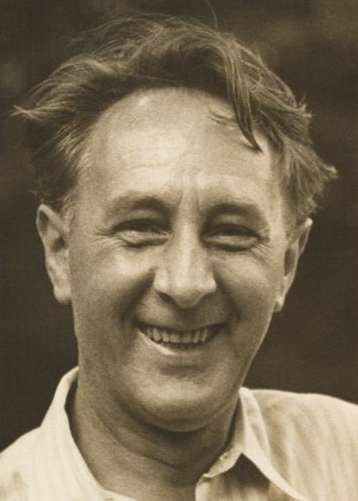
Bohuslav Martinů

Tradice pak pokračovala s neztenčenou silou s nástupem modernismu, především díla Leoše Janáčka pronikla do celého světa. Součástí repertoáru mnoha operních domů jsou všechny jeho opery, zejména Její pastorkyňa (v zahraničí pod názvem Jenůfa), Káťa Kabanová, Příhody lišky Bystroušky, Z mrtvého domu a Věc Makropulos. Často uváděny jsou také jeho Glagolská mše a Sinfonietta. Také Janáček se opřel o lidovou hudbu, dokonce nejsystematičtěji z českých skladatelů, nejčitelnější je to patrně v jeho Lašských tancích. Folklórní vliv ale na počátku 20. století systematicky a vědomě potlačil.
Druhým nejvýraznějším českým modernistou byl Bohuslav Martinů (Julietta, Řecké pašije). Smetana, Dvořák, Janáček a Martinů jsou často označováni za "velkou čtyřku" českých skladatelů, případně "pětku", je-li započten Mahler, jenž splynul s vídeňským kulturním prostředím.
Vítězslav Novák reprezentoval modernismus impresionistického typu. K dalším českým modernistům, nezřídka experimentujícím i s atonalitou a podobnými radikálními směry, patřili Alois Hába (Matka), Ervín Schulhoff (Plameny), Pavel Haas (Šarlatán), Viktor Ullmann, Hans Krása, Ernst Křenek, Vítězslava Kaprálová, Miloslav Kabeláč či Petr Eben. Schulhoff, Haas, Ullmann a Krása se stali oběťmi nacismu. Nejznámějším českým "koncentráčnickým" dílem je Krásova dětská opera Brundibár.
Překvapivého úspěchu mj. na scéně newyorské Metropolitní opery dosáhl Jaromír Weinberger se svou operou Švanda dudák. V Americe se prosadil také Karel Husa, nositel Pulitzerovy ceny.

## Interpreti

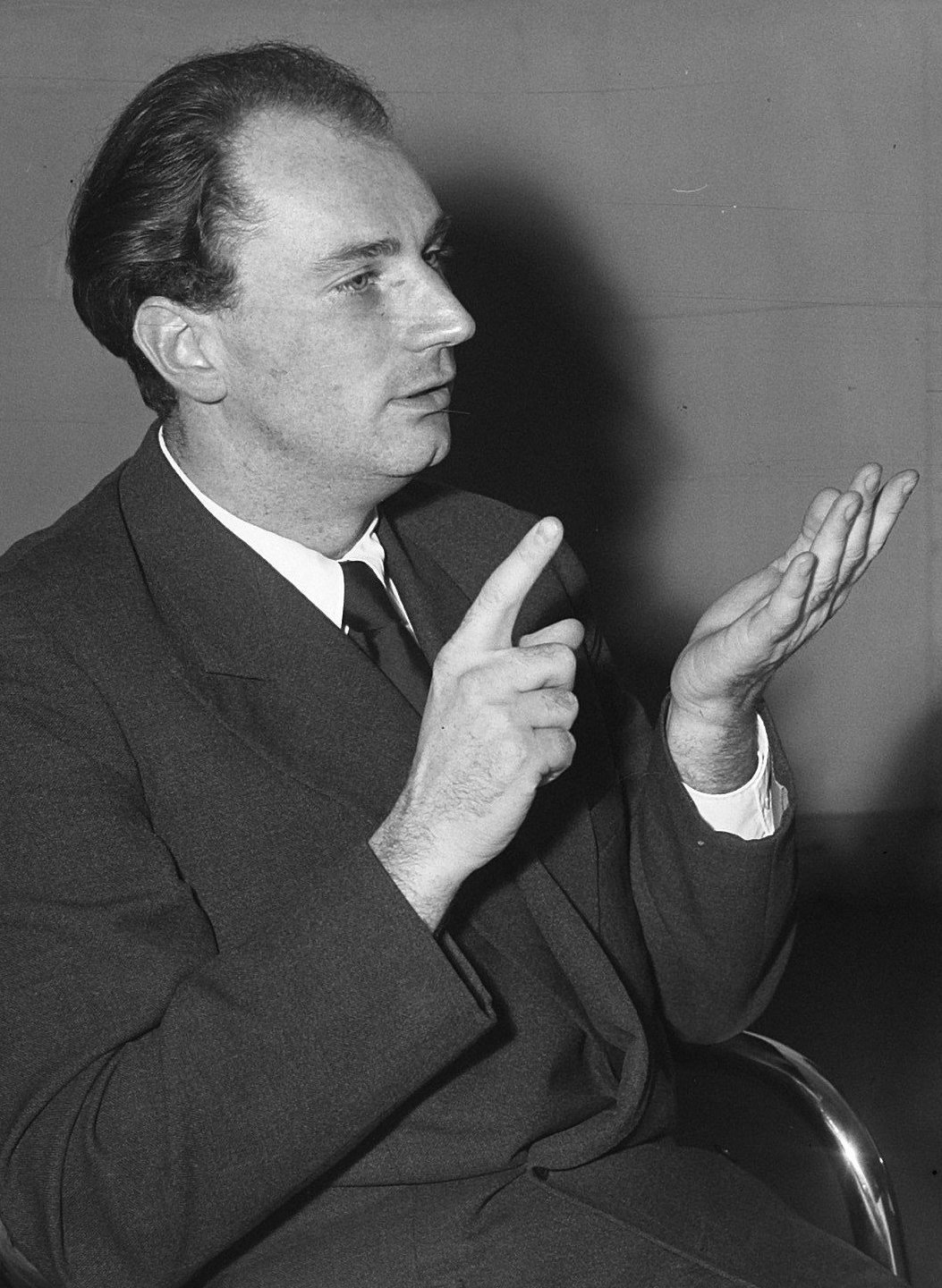
Rafael Kubelík

Česká hudba vyprodukovala i řadu úspěšných interpretů. Z dirigentů jsou to především Rafael Kubelík, Václav Talich, Václav Neumann, Karel Ančerl, Walter Susskind, Karel Kovařovic, Martin Turnovský, Josef Stránský, Zdeněk Mácal, Libor Pešek nebo Jiří Bělohlávek, v současnosti pak Petr Altrichter, Tomáš Netopil a Jakub Hrůša. 
Dlouhý je seznam světově proslulých hudebních instrumentalistů: houslisté František Benda, Vojtěch Živný, Jan Křtitel Václav Kalivoda, Jan Křtitel Jiří Neruda, František Ondříček, Otakar Ševčík Jaroslav Kocián, Karel Halíř, Heinrich Wilhelm Ernst, Jan Hanuš Sitt, Ferdinand Laub, Jan Kubelík a Josef Suk mladší (Dvořákův pravnuk), klavíristé Ignaz Moscheles, Ignaz Brüll, Alfred Brendel, Alice Herz-Sommerová, Vilemína Nerudová, Rudolf Serkin, Gideon Klein, František Rauch, Alexander Dreyschock, Vilém Kurz mladší, Josef Páleníček nebo Rudolf Firkušný, violoncellisté David Popper, Antonín Kraft, František Xaver Neruda a Hanuš Wihan, cembalisté František Xaver Dušek a Zuzana Růžičková, hornista Radek Baborák, hobojista Václav Smetáček či harfista Jan Křtitel Krumpholtz. 

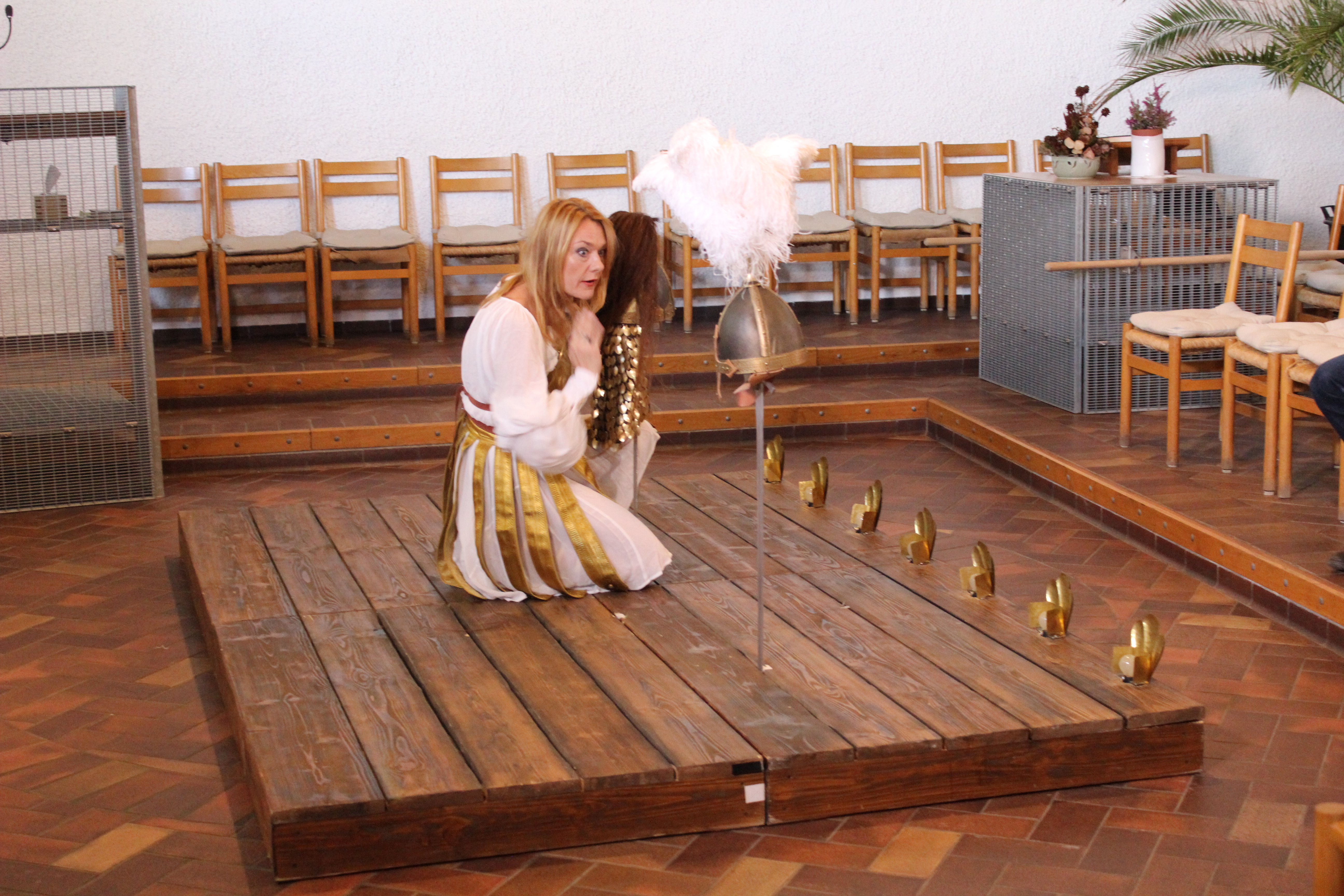
Magdalena Kožená

Nelze opomenout pěvce a pěvkyně jako byli nebo jsou Ema Destinnová, Maria Jeritza, Jarmila Novotná, Ernestine Schumann-Heink, Gabriela Beňačková, Eva Urbanová, Soňa Červená a Magdalena Kožená. Velkými českými tenoristy byli Leo Slezak, Beno Blachut a Ivo Žídek. V současnosti velmi úspěšný je barytonista Adam Plachetka.
Z hudebních těles dosáhl mezinárodního významu symfonický orchestr Česká filharmonie. Její tradice sahá až do roku 1896, její první koncert dirigoval sám Antonín Dvořák. Filharmonii vedla, krom české špičky, i řada zahraničních osobností: Gerd Albrecht, Vladimir Ashkenazy, Elijahu Inbal, Semjon Byčkov. Dirigovali ji Gustav Mahler (1908), Krzysztof Penderecki, Charles Mackerras, Péter Eötvös, Valerij Gergijev nebo Simon Rattle. K dalším významným orchestrům v Česku patří Symfonický orchestr hlavního města Prahy FOK, Filharmonie Brno, Český národní symfonický orchestr, Janáčkova filharmonie Ostrava a Symfonický orchestr Českého rozhlasu. Komorní orchestry jako Barocco sempre giovane nebo Collegium 1704 se specializují na barokní hudbu. Proslulý komorní soubor České kvarteto zanikl roku 1934, Smetanovo kvarteto zaniklo v roce 1989, v jejich stopách jdou Pražákovo kvarteto, Talichovo kvarteto, Janáčkovo kvarteto nebo Pavel Haas Quartet, mnohonásobný držitel prestižní ceny Gramophone. Slavný dívčí sbor Bambini di Praga zničila aféra se zneužíváním mladistvých. Chlapecký sbor Boni Pueri naopak stále funguje, z dospělých sborů je to například Pražský komorní sbor. Na gregoriánský chorál se soustředí Schola Gregoriana Pragensis. 
K výrazným hudebním pedagogům patřili Bedřich Diviš Weber nebo Simon Sechter.

## Populární hudba

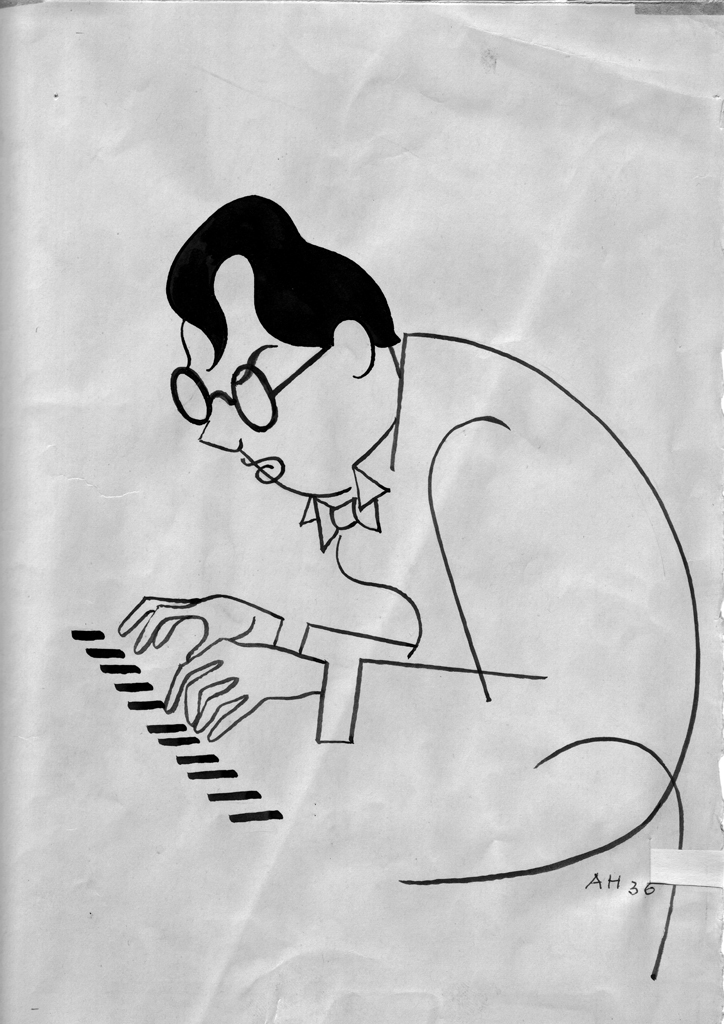
Karikatura Jaroslava Ježka

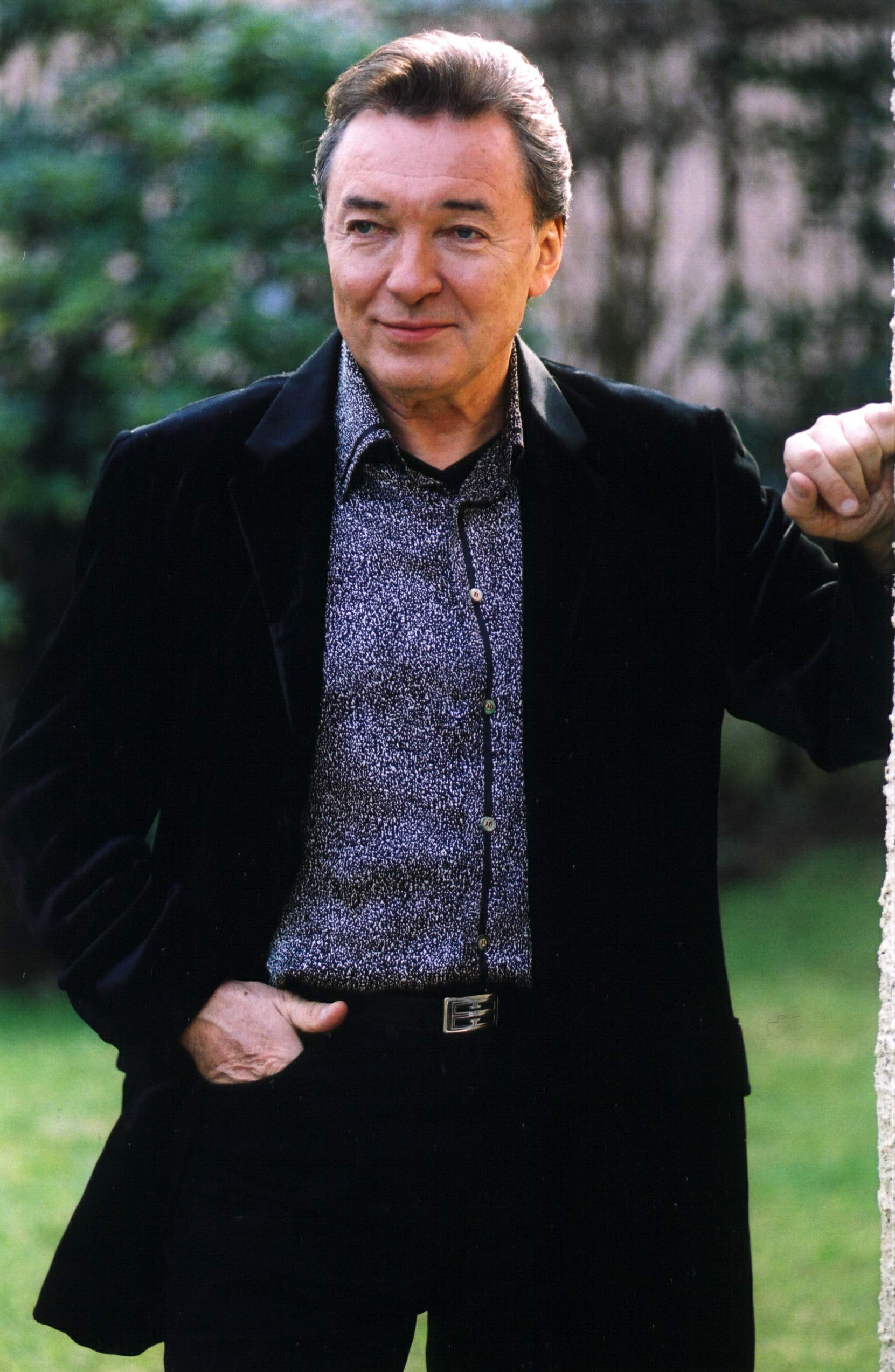
Karel Gott

Mnoho českých hudebníků ve 20. století se prosadilo i v nových žánrech. V oblasti jazzu to byli například Jaroslav Ježek, Emil František Burian, Miroslav Vitouš, Jiří Mráz nebo Felix Slováček. Českého původu je i Georg Riedel. Swingovými legendami se staly big bandy Orchestr Gustava Broma a Orchestr Karla Vlacha.
V operetě jsou známými jmény Oskar Nedbal, Ralph Benatzky, Leo Fall či Rudolf Friml. Karel Hašler byl králem českého kabaretu a šansonu. V 90. letech 20. století nastal boom českého muzikálu.
Ve filmové hudbě dosáhli úspěchů skladatelé Erich Korngold (držitel Oscara), Jan Hammer, Karel Svoboda, Petr Hapka, Zdeněk Liška, Jan Novák nebo Luboš Fišer. Markéta Irglová má Oscara za filmovou píseň.
Hvězdami české pop music jsou Karel Gott, Marta Kubišová, Helena Vondráčková, Eva Pilarová, Michal David, Hana Hegerová, Václav Neckář, Hana Zagorová, Marie Rottrová, Waldemar Matuška, Věra Špinarová, Jiří Korn, Petr Muk, Lucie Bílá, Aneta Langerová, Kryštof, Chinaski, Buty, Monkey Business nebo Ewa Farna. Ve vývoji české populární hudby sehrálo velkou roli divadlo Semafor (Jiří Suchý, Jiří Šlitr). Mezinárodní soutěže Eurovision Song Contest se Česko prvně zúčastnilo v roce 2007. Nejlepšího umístění dosáhl Mikolas Josef (6.), Vesna (10.) a Lake Malawi (11.). 

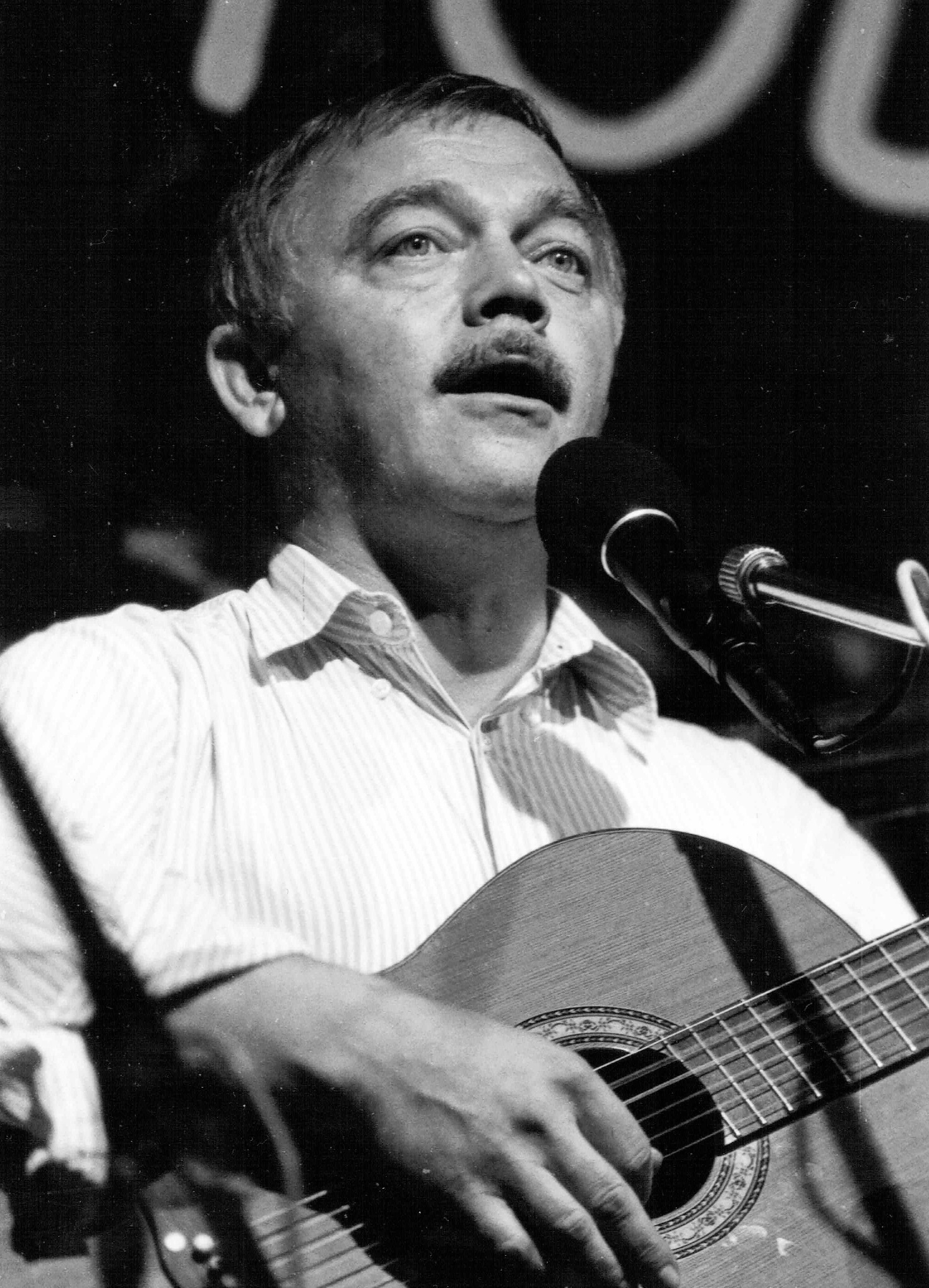
Karel Kryl

Klasiky českého rocku jsou Vladimír Mišík, Ivan Král, Michal Pavlíček, Radim Hladík, Olympic, Katapult, Kabát, The Plastic People of the Universe, Pražský výběr, Dan Bárta, Lucie, Tata Bojs a další. K nejznámějším metalovým skupinám patří Master's Hammer nebo Silent Stream of Godless Elegy. Punkovými legendami jsou Visací zámek a Tři sestry. 

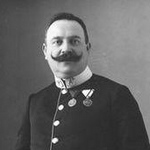
Julius Fučík

V reakci na populární dechovou hudbu rakouskou (zejména vojenskou) se rozvinula i její specifická česká verze, především díky Františku Kmochovi. Ve světě nejznámější české melodie jsou dodnes právě ty dechovkové (zejm. Vjezd gladiátorů Julia Fučíka a Škoda lásky Jaromíra Vejvody). Proslulými soubory jsou Moravanka nebo Šlapeto.
Mezi folkové hudebníky pak patří například Čechomor, Iva Bittová, Věra Bílá, Karel Kryl, Jaromír Nohavica, Robert Křesťan, Karel Plíhal, Vlasta Redl, Bratři Ebenové a další. Ikonou české country byl především Michal Tučný. Řazen k ní byl i Pavel Bobek. Při hranicích folku a country nachází se trampská píseň, v Česku významná díky specifické váze trampingu v české kultuře. Za barda moderní trampské písně bývá považován Wabi Daněk, jeho Rosa na kolejích pak bývá označována za trampskou hymnu.

## Tanec

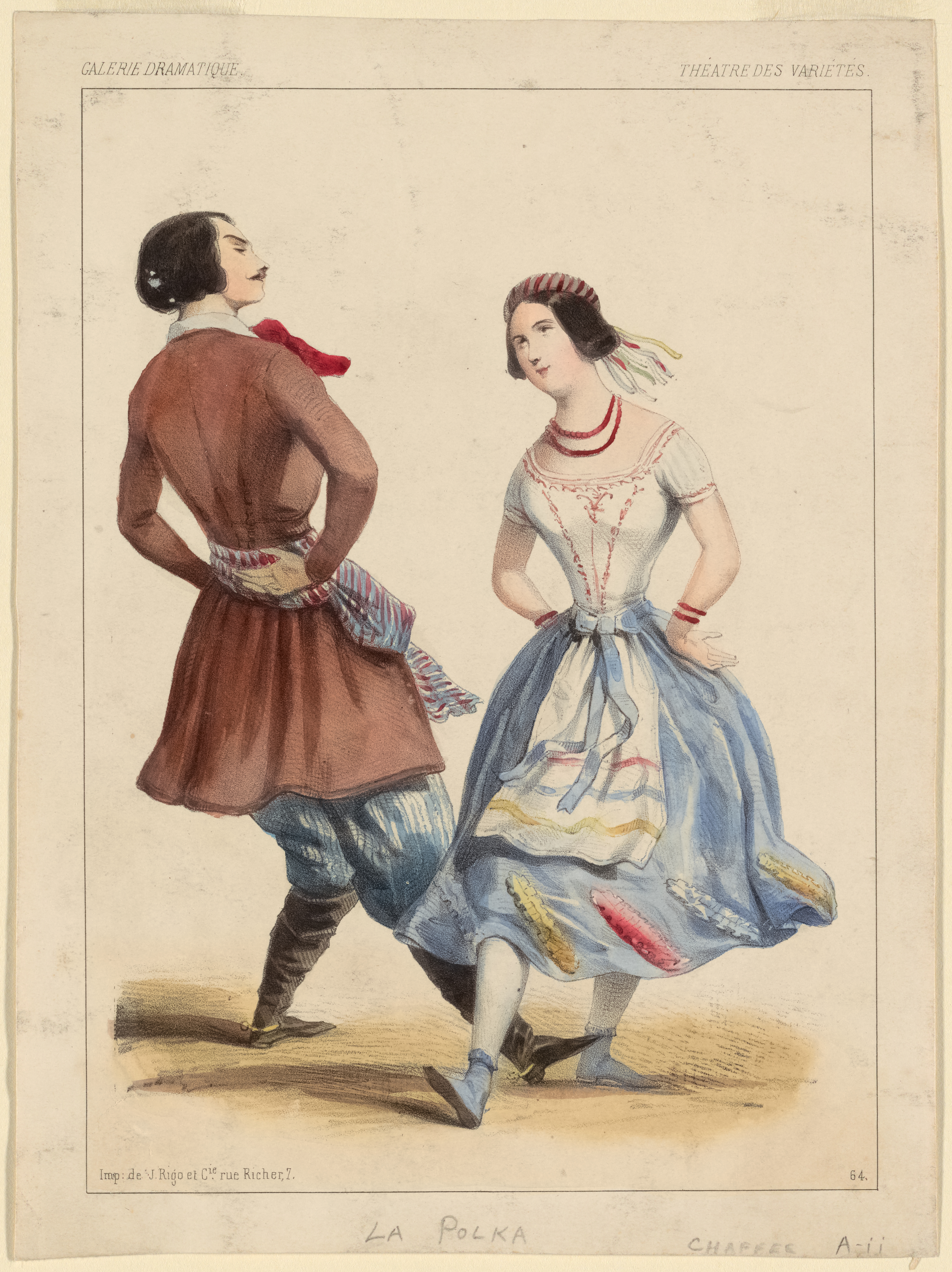
Polka

Česko dalo světu skočný tanec jménem polka. Vznikl až v 19. století. Vynálezkyní tanečních kroků snad byla služka Anna Chadimová, v Kostelci nad Labem její kreaci měl zaznamenat učitel Josef Neruda. Původně byl prý tanec nazýván "půlka" (podle polovičního tónu) a zkomolením vzniklo slovo polka, které prý tak nemá nic společného s Polskem (verze Čeňka Zíbrta). Existuje ale i opozitní teorie, která říká, že název naopak s Polskem souvisí velmi - tanec prý vznikl na královéhradecku ze sympatií k polskému povstání v roce 1830, z kteréhož důvodu byl modifikován polský tanec krakowiak. Třetí verze říká, že název vychází z toho, že první polku složil skladatel František Matěj Hilmar a nazval ji Esmeralda podle jisté polské zpěvačky. Polka každopádně pozoruhodně rychle dobyla svět. Již roku 1840 se tančila ve Vídni a studovat ji do Prahy přijel i Johann Strauss starší, který pak několik polek složil, a tanec tak zpropagoval.
Český balet se začal rozvíjet se zpožděním, až s otevřením Národního divadla. Prvním baletním mistrem zde byl jmenován Václav Reisinger (mj. choreograf prvního představení Čajkovského Labutího jezera), který se pokoušel balet prosadit již v Prozatímním divadle, ale protlačil jen baletní vložky v přestávkách oper. Nejvýznamnějším českým baletním choreografem je Jiří Kylián. K českým skladatelům baletů patřili Oskar Nedbal nebo Bohuslav Martinů.

## Muzikologie a hudební teorie
První teoretické spisy v českém jazyce, které se věnují hudbě, se objevují na přelomu 14. a 15. století. Mezi první autory zabývající se touto disciplínou se řadí:
- Jeroným Moravský (Hieronymus de Moravia, * asi 1250), dominikánský mnich činný v Paříži na konci 13. století. Je autorem významného středověkého spisu o hudbě.
- Mikuláš z Kozlí (asi 1390? – po roce 1421) mnich krnovského františkánského kláštera, v letech 1414 až 1423 zde sepsal text známý jako Mikulášův kodex, obsahuje i řadu písní, mj. českou milostnou píseň Chci já pannu žalovat
- Mistr Jan Hus (1370? – 1415 Kostnice)
- Václav z Prachatic (před 1395 – po 1454) učitel významné Literátské školy v Prachaticích a posléze rektor Univerzity Karlovy (1439–1440, 1444, 1453–1454), autor díla Musica Magistri Johannis de Muris accurtata de musica Boëcii
- Pavel Žídek (Paulus Paulirinus de Praga, 1413? – před rokem 1471) autor spisu Liber viginti artium
- Václav Philomates autor spisu Musicorum libri quator z roku 1512
- Jan Blahoslav (1523 Přerov – 1571 Moravský Krumlov) autor nejstaršího hudebně teoretického pojednání v českém jazyce Musica, to jest Knížka zpěvákům náležité zprávy v sobě zavírající z roku 1558.
- Jan Josquin Muzyka to jest zpráva k zpívání náležitá. Odemne Jana Josquina jazykem českým v nově sepsaná a vydaná Léta 1561 (oba traktáty Jan Blahoslav a Jan Josquin v roce 1896 vydal O. Hostinský.
- Tomáš Baltazar Janovka (1669 Kutná Hora – 1741 Praha) sepsal a v Praze vydal první ucelený věcný hudební slovník Clavis ad thesaurum magnæ artis musicæ, poprvé roku 1701 a podruhé v  roce 1715 již pod názvem Clavis ad musicam.
- Bohumír Jan Dlabač (1758 Cerhenice – 1820 Praha) premonstrát Strahovského kláštera, sestavil rozsáhlý třídílný sborník Allgemeines historisches Künstler-Lexikon für Böhmen und zum Theile auch für Mähren und Schlesien z literárních a archivních pramenů o hudebnících, výtvarnících a literátech v zemích Koruny české. Toto dílo má fundamentální historickou a kulturní hodnotu, je dodnes považováno za důležitý pramen kulturního života od středověku do počátku 19. století.
- Guido Adler (1855 Ivančice – 1941 Vídeň) česko-rakouský právník, hudební skladatel, publicista a muzikolog, vedl muzikologickou edici Denkmäler der Tonkunst in Österreich. Patří k zakladatelům moderní muzikologie.
- Eduard Hanslick (1825 Praha – 1904 Baden u Vídně) rakouský muzikolog českého původu, studoval muzikologii n Univerzitě Karlově, poté byl první profesorem oboru dějin hudby Vídeňské univerzity, měl zásadní vliv na uznání Antonína Dvořáka
- Otakar Hostinský (1847 Martiněves – 1910 Praha)
- Zdeněk Nejedlý (1878 Litomyšl – 1962 Praha)
- Otakar Zich (1879 Městec Králové – 1934 Ouběnice u Benešova)
- Vladimír Helfert (1886 Plánice – 1945 Praha) zakladatel hudebního oddělení na brněnské univerzitě

## Festivaly

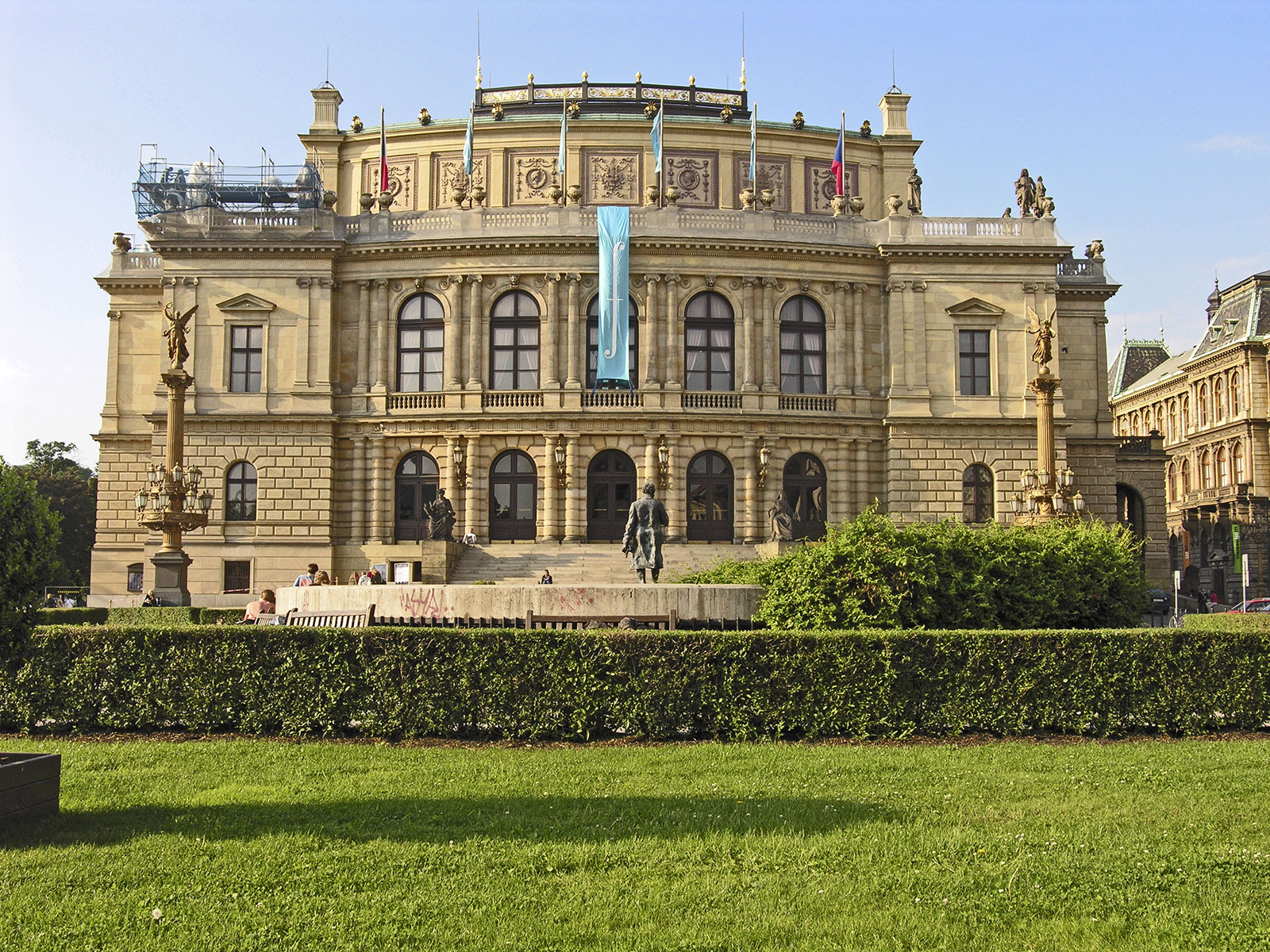
Rudolfinum v době pořádání Pražského jara

Krátce po druhé světové válce vznikl významný hudební festival vážné hudby Pražské jaro, jehož hlavní koncerty se konají v Rudolfinu a tradičně též ve Smetanově síni Obecního domu. K dalším festivalům vážné hudby patří Smetanova Litomyšl, Janáčkovy Hukvaldy, Pražský podzim, Prague Sounds (dříve Struny podzimu), Mezinárodní hudební festival Leoše Janáčka v Ostravě (dříve Janáčkův máj) nebo Mezinárodní hudební festival Český Krumlov. Největším tanečním a baletním festivalem je Tanec Praha. 

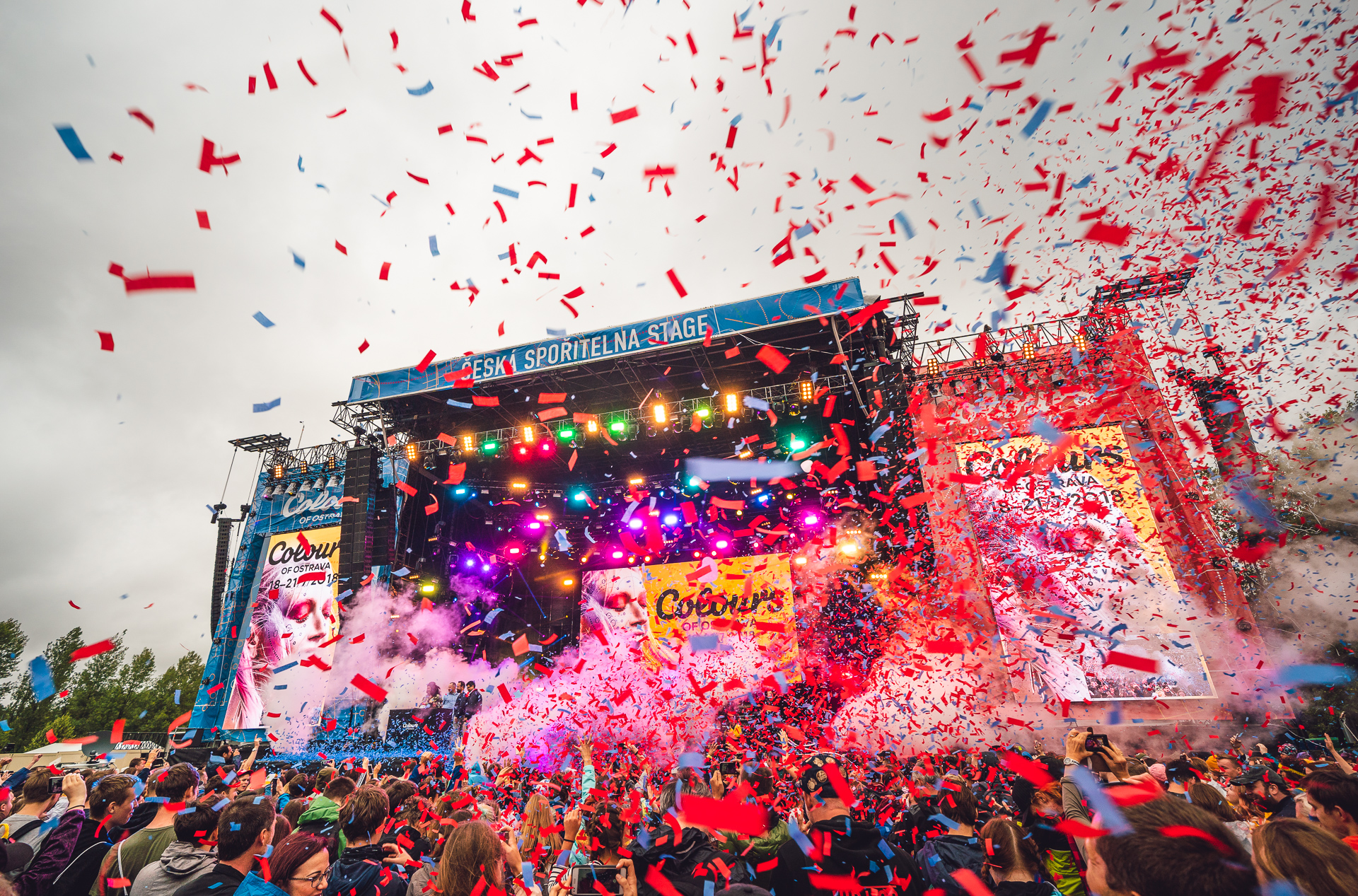
Colours of Ostrava

V oblasti jazzu je to Jazz Goes to Town v Hradci Králové, Bohemia JazzFest pořádaný v různých městech současně a Prague Proms. V oblasti rockové a popové hudby jsou největšími festivaly Rock for People, Colours of Ostrava, Trutnov Open Air Festival, Aerodrome, Benátská noc, Hrady CZ, Votvírák, United Islands of Prague, Rock for Churchill, Footfest, Keltská noc či Mácháč. Největšími metalovými festivaly jsou Masters of Rock ve Vizovicích, Brutal Assault v Josefově a Obscene Extreme v Trutnově, největším punkovým festivalem je Mighty Sounds v Táboře. V oblasti taneční a elektronické hudby je to Beats for Love ve Vítkovicích a Let It Roll. 
Největší akcí lidové hudby je tradičně Mezinárodní folklorní festival Strážnice, podobné ladění má Mezinárodní dudácký festival ve Strakonicích, dechovkářskou tradicí je Kmochův Kolín, jemu se snaží konkurovat novější Národní festival dechových orchestrů. Velkou tradici má folkový festival Porta. K zaniklým festivalům patří hiphopový Hip Hop Kemp nebo multižánrový Sázavafest.
K nejznámějším hudebním cenám v Česku patří anketa popularity Český slavík, ceny Anděl, nebo Cena Antonína Dvořáka.

## Koncertní a operní sály

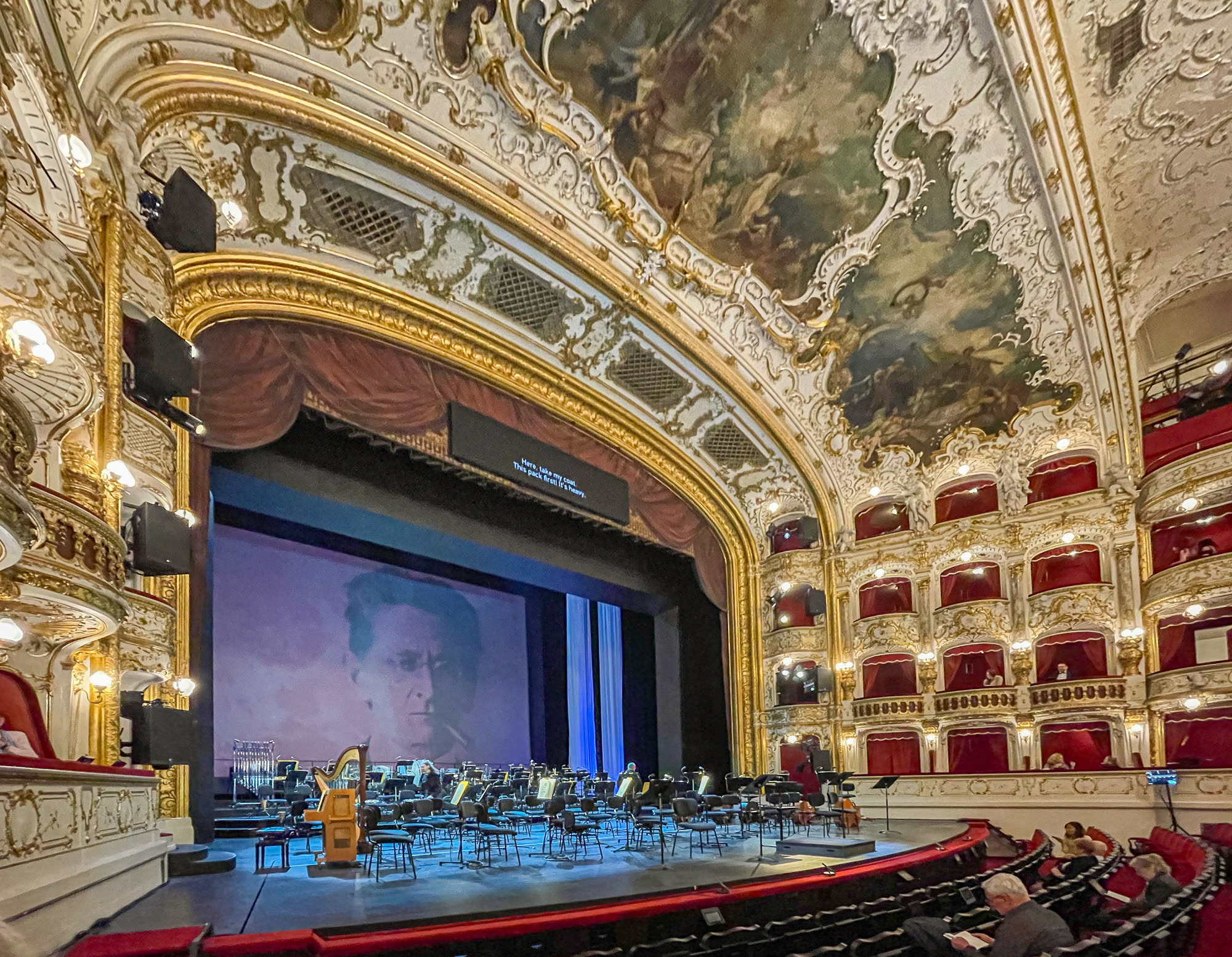
Interiér Státní opery

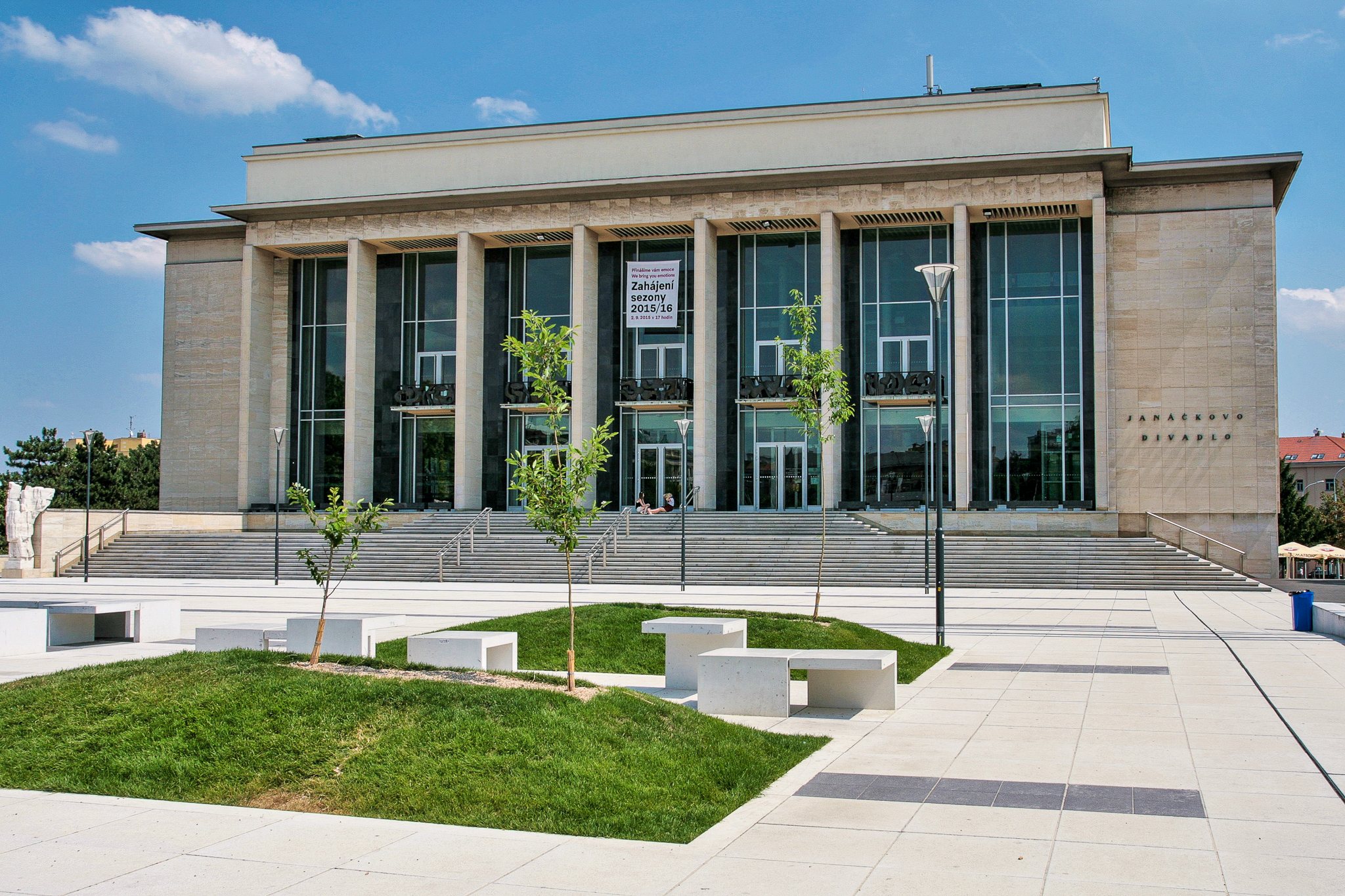
Janáčkovo divadlo v Brně

V Praze se opera uvádí na třech scénách, ve staré budově Národního divadla, ve Stavovském divadle a ve Státní opeře Praha. Všechny tyto scény jsou ukotveny pod hlavičkou Národního divadla, přesněji pod jeho sekcí Opera Národního divadla. V Brně se opera uvádí v Janáčkově divadle, jež spadá pod Národní divadlo Brno. Prozatímně jde také o hlavní stánek Filharmonie Brno. Ostravskou operní scénou je Divadlo Antonína Dvořáka, institucionálně podléhající Národnímu divadlu moravskoslezskému. Krajskými operními scénami jsou Jihočeské divadlo v Českých Budějovicích, Divadlo F. X. Šaldy v Liberci, Moravské divadlo Olomouc, Slezské divadlo Opava, Divadlo J. K. Tyla v Plzni a Severočeské divadlo opery a baletu v Ústí nad Labem. 

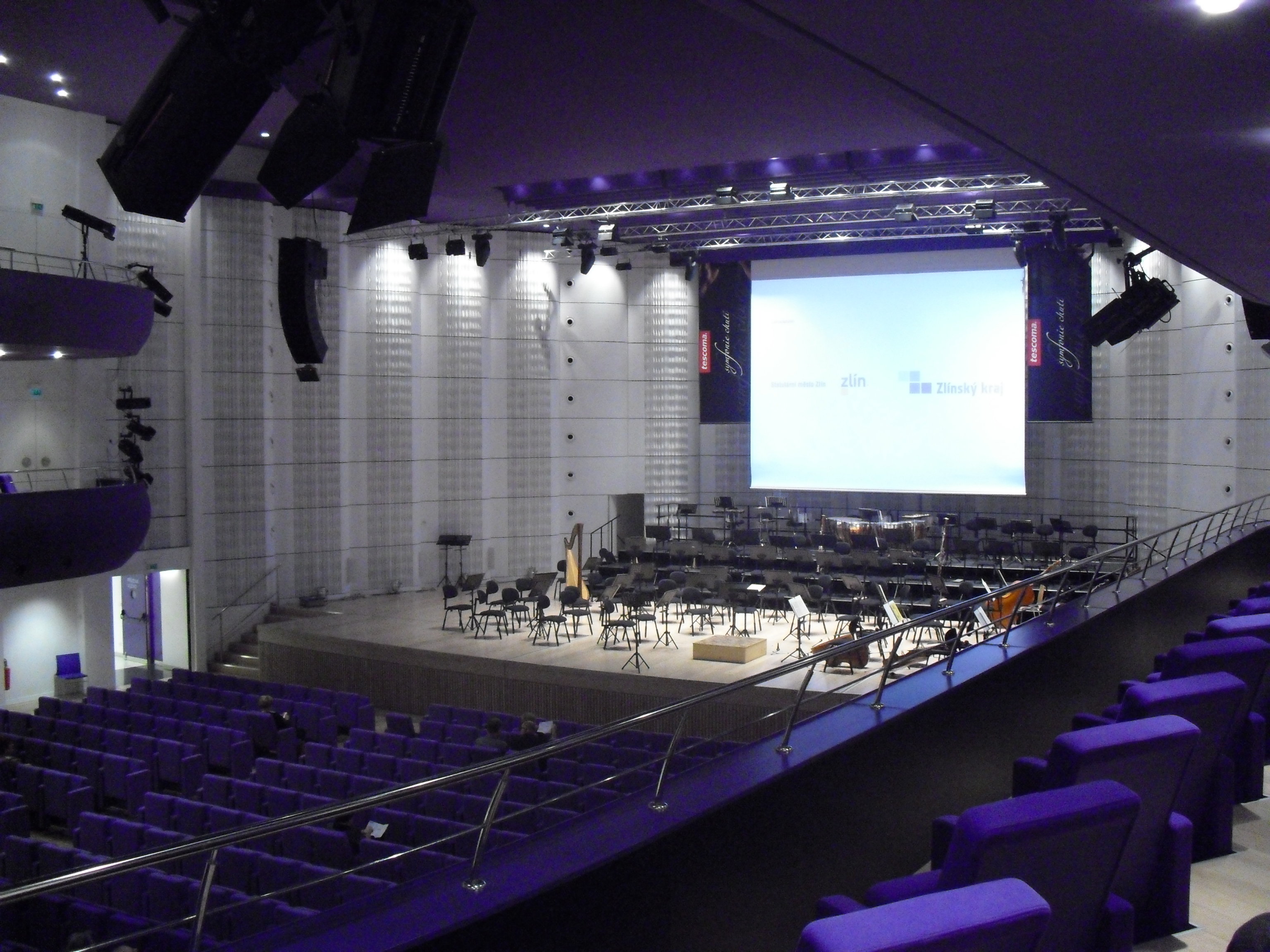
Kongresové centrum Zlín

Nejmodernější koncertní symfonické síně v zemi nabízí Zlín se svým Kongresovým centrem, navrženým Evou Jiřičnou, v němž sídlí Filharmonie Bohuslava Martinů, a Ostrava s halou Gong, vzniklou přestavbou původního plynojemu z roku 1924 v dolní oblasti Vítkovice, podle projektu Josefa Pleskota. Zde má prozatím domovský stánek Janáčkova filharmonie Ostrava, pro niž se ovšem již připravuje nový Koncertní sál Ostrava, podle návrhu předního amerického architekta Stevena Holla. Tím by se Ostrava měla stát centrem klasického hudby v Česku, ovšem brzy by jí měla vyrůst konkurence v Brně, v podobě Janáčkova kulturního centra. V Praze je pak připraven projekt Vltavské filharmonie. Tradiční koncertními sály jsou v Praze zatím Dvořákova síň v Rudolfinu a Smetanova síň v Obecním domě. 
Mekkou české pop-music byla dlouhá léta pražská Lucerna. V současnosti se největší koncerty odehrávají v O2 Areně, případně na fotbalových a hokejových stadionech, nebo na bývalých letištích a jiných volných prostranstvích. Proslulým centrem českého jazzu je pražský klub Reduta.